# Liste de naufrages
Cette page liste des naufrages notables et documentés. Les sections mentionnent par ordre de dates, le type de navire, la nationalité de son armateur ou de sa marine si militaire, son nom, le type d'avarie, un bref déroulé des circonstances voire des retentissements, et le nombre de personnes embarquées décliné en morts ou rescapés.

## Naufrages accidentels
Ils sont le fait d'une cause naturelle (vagues, tempête, brouillard), ou d'une erreur humaine (erreur navigation, fausse manœuvre), voire d'une avarie (rupture, panne, incendie, voie d'eau). Les causes se cumulent parfois.

### Iersiècle
- Paul de Tarse fait naufrage à Malte[réf. nécessaire].

### XIIesiècle
- 25 novembre 1120 : naufrage du navire normand la Blanche-Nef, avec à son bord l'héritier du trône d'Angleterre Guillaume Adelin (fils de Mathilde d'Écosse et Henri Ier), son frère Richard de Lincoln (fils de Ansfride et Henri Ier) et 300 nobles anglo-normands. Une conséquence indirecte sera l'anarchie anglaise, une guerre civile qui opposa le camp du roi Étienne au prétendant Henri Plantagenêt.

### XVIesiècle

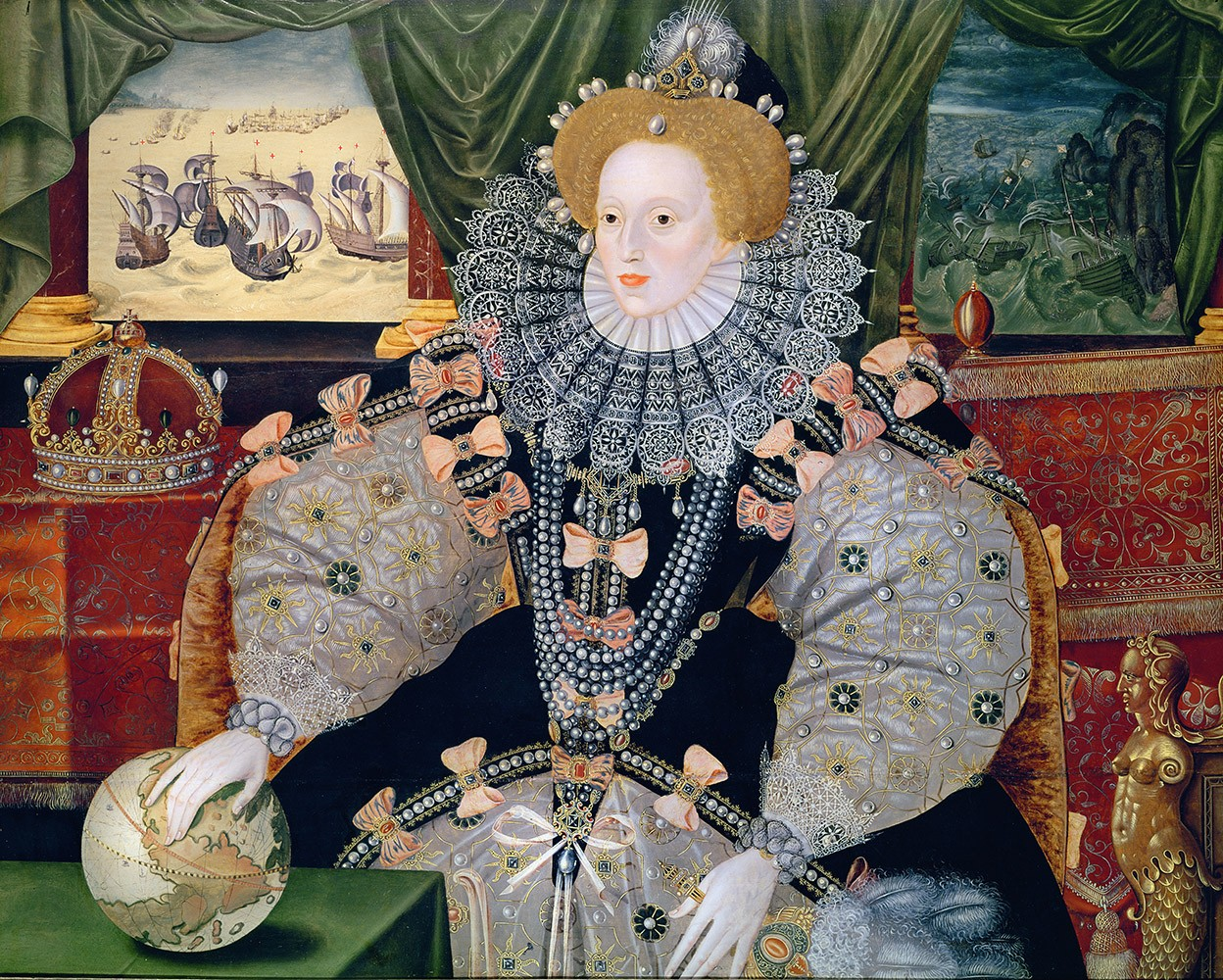
Élisabeth Ire, portrait commémorant la défaite de l'Invincible Armada. À droite une représentation du naufrage de la flotte sur les côtes irlandaises.

- en 1552, le grand galion portugais São João sombre sur la côte du Natal, avec la fin tragique du capitaine Manoel de Sousa Sepúlveda et de sa femme Leonor qui donna lieu à de nombreux récits en Europe[1],[2],[3].
- en 1555, le naufrage de la nef portugaise Conceição qui s’est perdue sur les basses de Pero de Banhos[2],[3].
- en 1562, la nef portugaise São Paulo fit naufrage près de l’île de Sumatra[2],[3].
- 9 septembre 1583 : lors d'une tempête entre la côte de Terre-Neuve et les Açores, naufrage de la frégate HMS Squirrel, entrainant dans la mort de Sir Humphrey Gilbert, qui, sous le règne de la reine Elizabeth, a été un pionnier de la colonisation anglaise en Amérique du Nord : aventurier, explorateur, député et soldat.
- Dans la nuit du 19 août 1585, la nef amirale de la flotte portugaise, le Santiago, s’échoue dans le canal du Mozambique sur un récif qui terriﬁa des générations de marins : les Bassas da India, autrefois appelés Baixos da Júdia (les « Bancs de la Juive »)[4].
- L'Invincible Armada espagnole, après sa tentative avortée d'invasion de l'Angleterre qui se solda par la perte de deux navires, rejoint l'Espagne en contournant l’Angleterre par le Nord. Du fait d'un ouragan[réf. nécessaire], pas moins de 24 vaisseaux s'échouent sur les côtes irlandaises. Parmi ceux-ci, le 30 octobre 1588, La Girona, à Lacada Point, au large de la côte d'Antrim non loin de la Chaussée des Géants, épave retrouvée par la suite par Robert Sténuit.

### XVIIesiècle

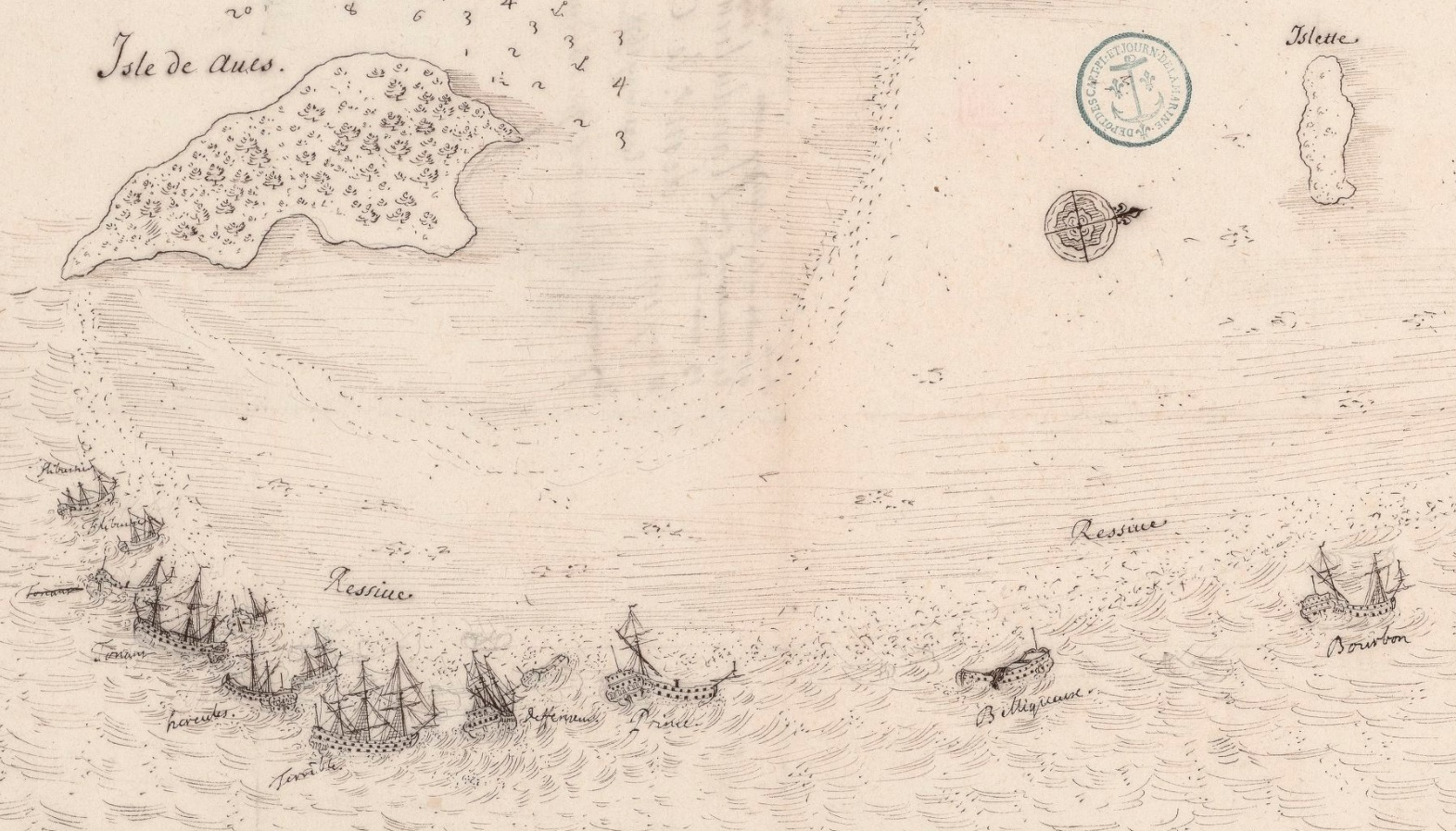
Naufrage de l’escadre française du vice-amiral d’Estrées, en 1678, sur les récifs des Aves.

- 25 juillet 1609 : le Sea Venture qui fait naufrage aux Bermudes marque la fondation de la colonie.
- 1618 : dirigé par le navigateur et explorateur néerlandais Willem Bontekoe, capitaine au service de la Compagnie néerlandaise des Indes orientales[5], le navire Nieuw-Hoorn fait naufrage au beau milieu de l’océan Indien à la suite d'un incendie à bord. Les 72 survivants, dont Willem Bontekoe, blessé, dériveront 13 jours durant à bord d’un canot jusqu’à atteindre la côte de Sumatra où les 57 rescapés furent secourus par une flotte néerlandaise[5],[6].
- 4 septembre 1622 : le Nuestra Señora de Atocha, le Santa Margarita, le Nuestra Señora del Rosario et deux petits vaisseaux, faisant partie de la flotte des Indes, coulent dans une tempête, en face des côtes de la Floride, alors qu'ils font route vers l'Espagne.
- janvier 1627 : une tempête d’une rare violence dans le golfe de Gascogne provoque le naufrage de sept navires portugais, dont deux énormes caraques des Indes chargées de toutes les richesses de l’Orient, et cinq galions de guerre qui les escortaient (près de 2000 morts et moins de 300 survivants, des centaines de canons perdus, une fortune engloutie, etc.)[7].
- 10 août 1628 : lors du lancement officiel du navire suédois le Vasa, ce voilier tout neuf a chaviré par la conjonction d'une rafale de vent imprévue, d'un poids excessif et des sabords de batterie basse ouverts. Le Vasa devait être la pièce maîtresse de la marine de guerre de Gustave II Adolphe. Il fut renfloué en 1961 et constitue aujourd'hui une attraction touristique de Stockholm.
- 4 juin 1629 : naufrage du Batavia de la Compagnie néerlandaise des Indes orientales (Vereenigde Oost-Indische Compagnie ou VOC) au large des côtes australiennes. Des 300 survivants, 125 furent massacrés par leurs camarades mutins.
- 3 septembre 1661 : tandis qu’il traverse le golfe du Bengale, le navire Terschelling est pris dans terrible tempête. Après un naufrage tragique, seuls 32 rescapés trouvent refuge sur un îlot. Livrés à eux-mêmes, ces hommes survivront en se nourrissant de tout ce qu’ils peuvent trouver. Résistant un mois durant aux pulsions anthropophages, ils sont finalement secourus par des pêcheurs en provenance du Bengale avant de se retrouver, bien malgré eux, soldats de l’Armée mogole[8].
- octobre 1664 : La Lune, revenant de l'expédition de Djidjelli, coule au large des îles d'Hyères en faisant près de 800 morts. Le navire, qui faisait beaucoup d'eau, se délie soudainement et sombre « comme du marbre ».
- 24 juillet 1669 : la Thérèse, un vaisseau de guerre français de 58 canons explose et sombre lors du bombardement des positions turques à Candie (aujourd'hui Héraklion, en Crète). L'épave a été retrouvée en 1976.
- 11 mai 1678 : naufrage des îles d’Aves. Le vice-amiral d'Estrées, qui veut attaquer la possession de hollandaise de Curaçao, échoue les deux-tiers de son escadre sur les récifs des Aves (actuellement sur la côte du Venezuela). Sept vaisseaux de ligne, une flûte, trois transports et trois navires flibustiers sont perdus. Cinq cents hommes périssent, dont quatre-vingts à bord du vaisseau amiral le Terrible. La faute en revient à d’Estrées qui a négligé les conseils de ses capitaines et de ses pilotes.
- 1686 : naufrage de la barque longue la Belle dans la baie de Matagorda à cause d'un ouragan. Le navire faisait partie de l'expédition de Cavelier de La Salle visant à établir une colonie française à l'embouchure du Mississippi. L'épave, retrouvée en 1995, a été fouillée et renflouée.
- 7 septembre 1697 : le vaisseau de ligne français le Pélican, après un très dur combat contre trois vaisseaux anglais, s'échoue à cause d'une tempête et sombre dans la baie d'Hudson. Son capitaine, Pierre Le Moyne d'Iberville, réussit cependant à sauver la plus grande partie de l'équipage.

### XVIIIesiècle

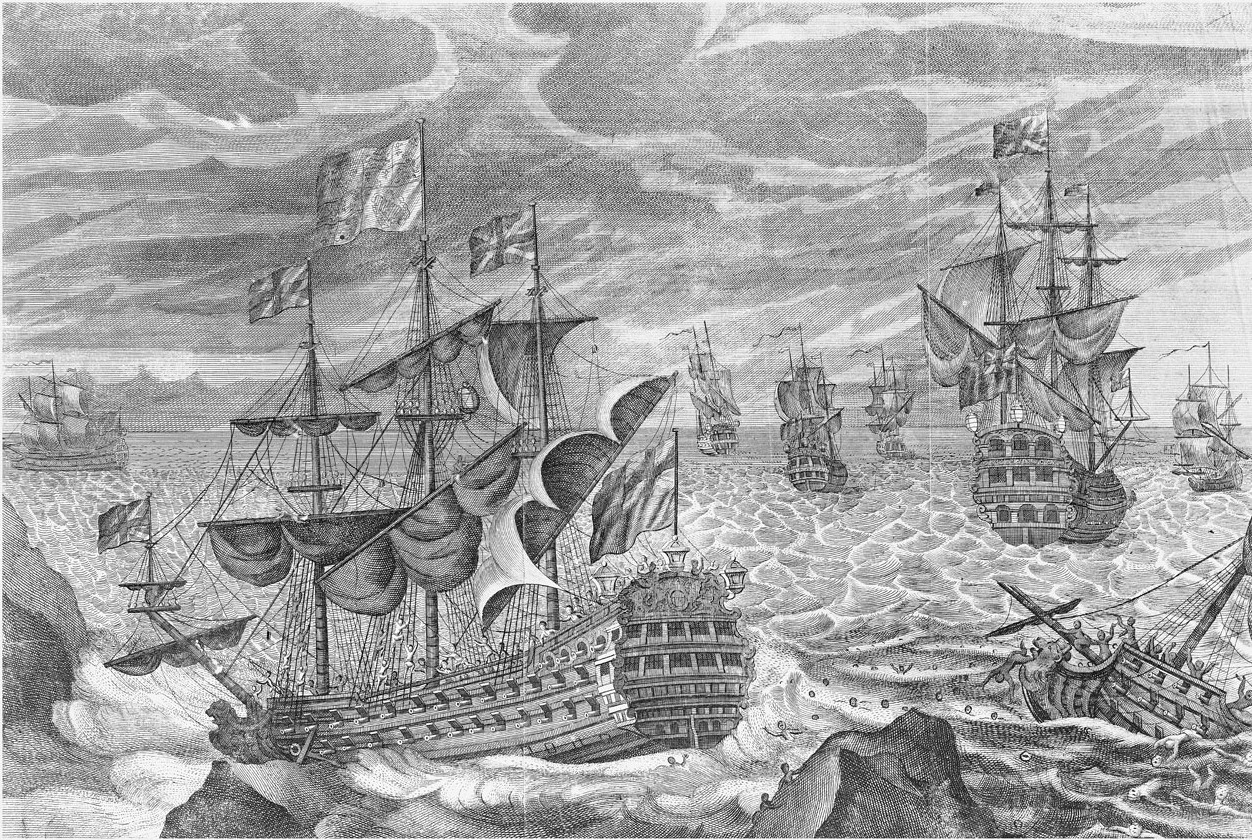
Naufrage de quatre vaisseaux de ligne britanniques aux Sorlingues en 1707.

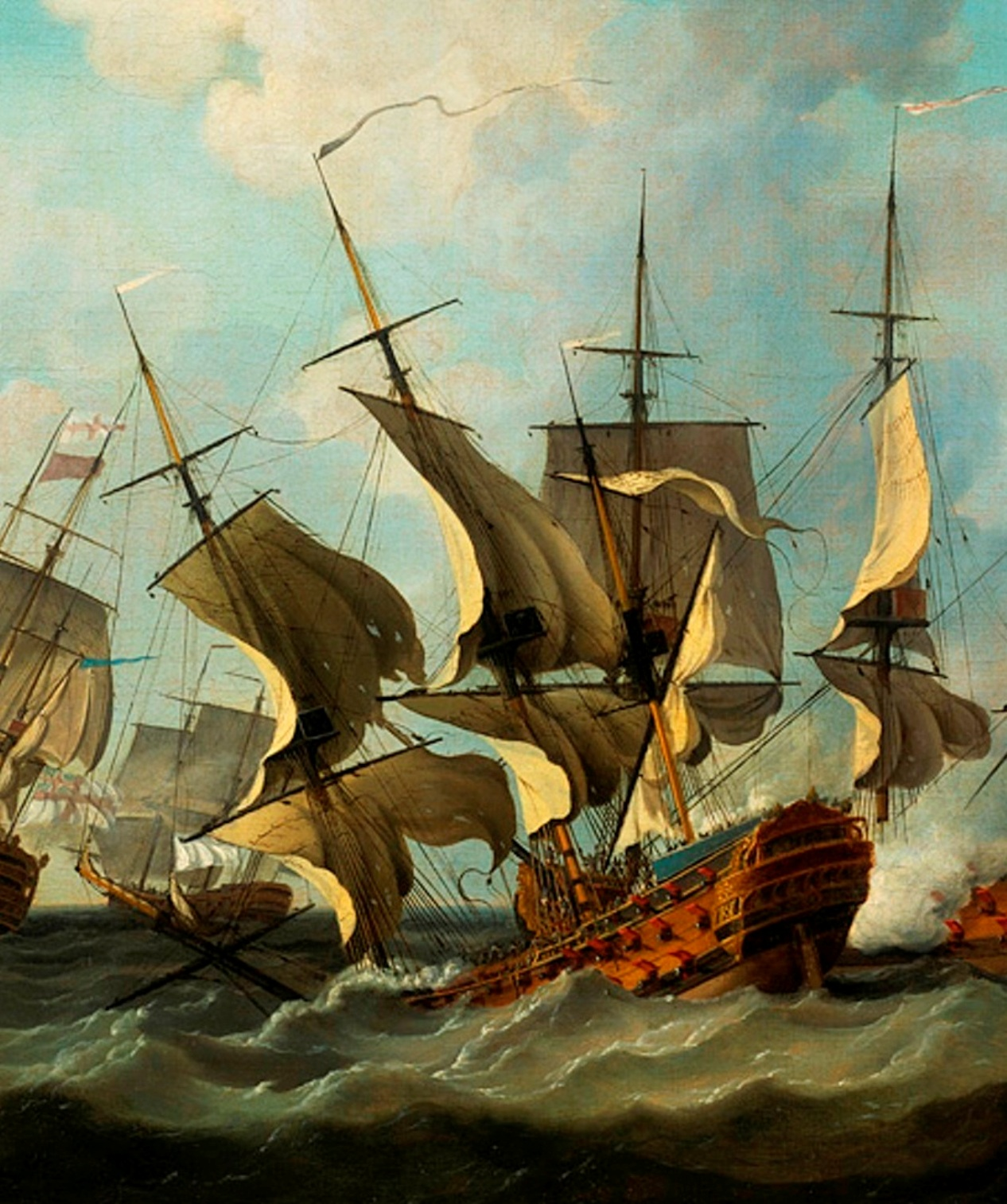
Naufrage du Thésée en novembre 1759.

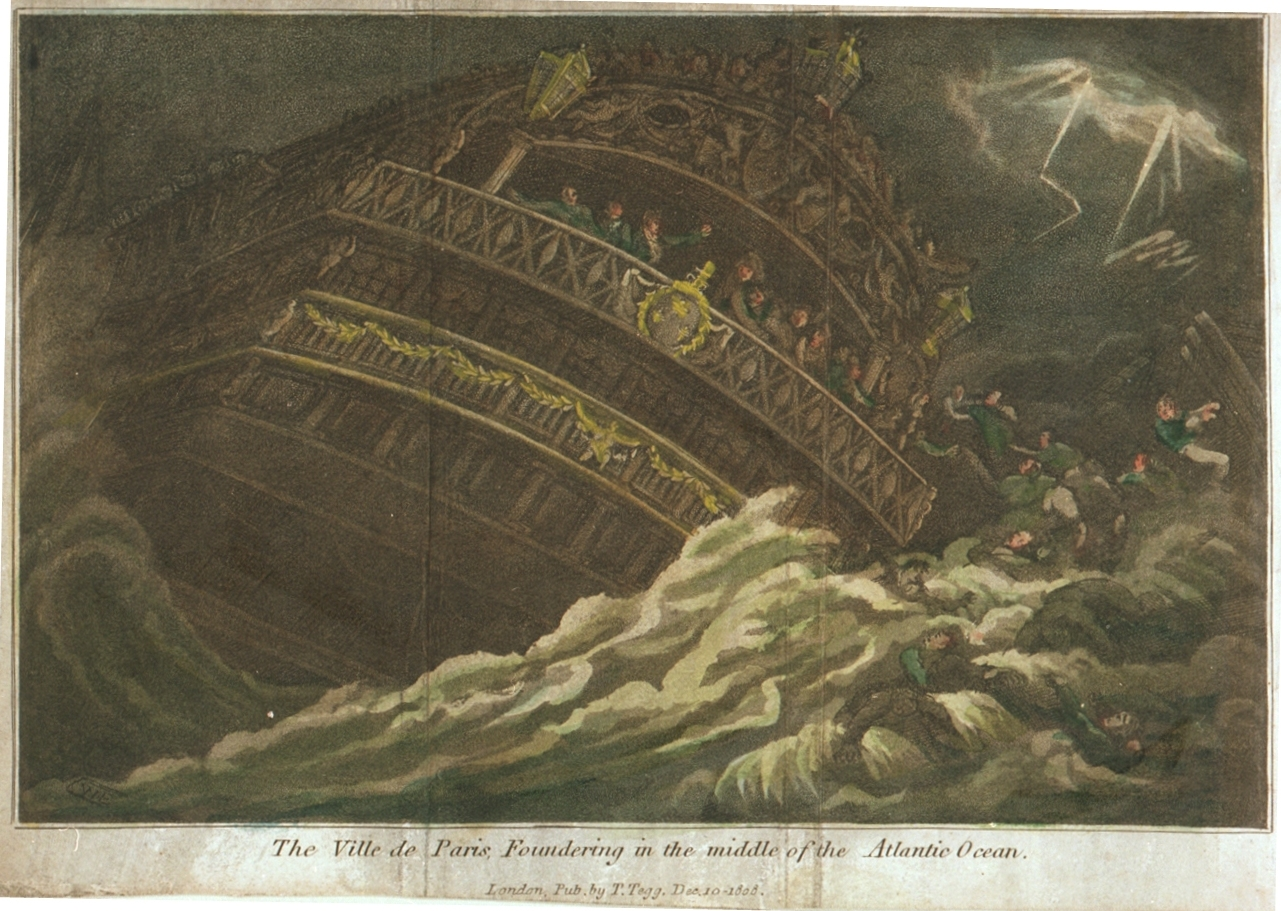
Naufrage du Ville de Paris en septembre 1782.

- 22 octobre 1707 : l'escadre britannique de Cloudesley Shovell, qui rentre de Méditerranée (quinze vaisseaux de ligne) se perd dans les récifs des Sorlingues à la suite d'une erreur de navigation. Quatre vaisseaux sombrent, dont celui de Shovell qui se noie avec plus de 1 400 hommes.
- 22 août 1711 : naufrage de huit des trente-et-un transports de l’escadre du contre-amiral Hovenden Walker sur les récifs de l’île aux Œufs dans le Saint-Laurent. Il y a 884 morts. Cette force escortée par treize vaisseaux et frégates, deux galiotes, devait attaquer Québec. L’expédition est abandonnée.
- 12 janvier 1712 : naufrage du Magnanime et du Fidèle au large des Acores dans une tempête. Il y a 1 128 marins disparus. Les deux vaisseaux de guerre rentraient de l'expédition contre Rio. Le Magnanime transportait une grosse partie du butin en or.
- 28 août 1725 : naufrage du Chameau à proximité de Louisbourg. Ce navire amenait à Québec des personnages importants comme Henri de Chazel, le nouvel intendant à Québec, Charles-Hector de Ramezay, fils du gouverneur de Montréal, Louis de La Porte de Louvigné, gouverneur de Trois-Rivières, des pères jésuites et récollets. Il n’y a aucun survivant. L’épave, retrouvée en 1965, a livré un important trésor monétaire qui a été vendu aux enchères en 1971.
- 1er septembre 1729 : naufrage de l'Éléphant à proximité de l'archipel de L'Isle-aux-Grues proche de la ville de Québec. Ce navire amenait à Québec des personnages importants comme Mgr Pierre-Herman Dosquet, quatrième évêque de Québec, l’Intendant Gilles Hocquart et le lieutenant de vaisseau Louis-Philippe de Rigaud de Vaudreuil, fils aîné de l’ancien gouverneur de la Nouvelle-France. L’équipage et les passagers ont survécu.
- 20 novembre 1729 : naufrage du navire marchand Saint Louis sur le pont d'Yeu[9].
- 27 septembre 1738 : naufrage de la Princess Augusta à proximité de l'île de Block Island près de New York ; le drame a inspiré un poème de John Greenleaf Whittier intitulé The Palantine ; il a aussi suscité de nombreuses légendes locales sur le thème du vaisseau fantôme.
- 3 janvier 1739 : naufrage de l’Oliver au large de Lynnhaven Bay, Virginie.
- 12 avril 1741 : naufrage du vaisseau de guerre le Bourbon au large d'Ouessant, au retour d'une mission dans les Antilles. Se rendant compte que le navire qui fait beaucoup d'eau est perdu, le commandant fait mettre le canot et la chaloupe à la mer, mais seules 23 personnes réussissent à embarquer.
- 8 janvier 1749 : naufrage de l’Amsterdam près d’Hastings en Angleterre, à la suite d'une tempête lors de son premier voyage.
- 10 décembre 1758 : naufrage du Duke William où 296 Acadiens sur les 400 meurent durant le naufrage, s'ajoutant aux 100 autres morts de maladie durant la traversée, pour un total de 396 morts sur 400 passagers.
- 12 décembre 1758 : naufrage du Violet où 270 Acadiens sur les 360 meurent durant le naufrage, s'ajoutant aux 90 autres morts de maladie durant la traversée, pour un total de 360 morts sur 360 passagers.
- 16 décembre 1758 : naufrage du Ruby où 113 Acadiens sur les 310 meurent durant le naufrage, s'ajoutant aux 77 autres morts de maladie durant la traversée, pour un total de 190 morts sur 310 passagers.
- 20 novembre 1759 : naufrage du vaisseau de 74 canons le Thésée en pleine bataille des Cardinaux. Le bâtiment sombre à la suite d'un virement de bord trop serré opéré sabords ouverts dans la houle. On ne compte que 22 survivants sur les 650 membres d'équipage.
- 1er août 1761 : naufrage de L'Utile, un navire négrier, qui se brise sur les récifs de l'île Tromelin. Son naufrage a donné lieu à l'abandon pendant 15 ans d'une soixantaine d'esclaves sur l'île.
- 28 octobre 1761 : naufrage de l’Auguste, un navire français, au large du Cap-Breton, lorsqu'il transportait les exilés après la chute de la Nouvelle-France. Seulement 7 des 121 personnes à bord ont pu regagner le sol vivants. Des naufragés qui ont survécu, il y avait le capitaine, le marchand Luc de la Corne, deux soldats, deux servants, et un soldat retraité. Plusieurs Canadiens notables périrent durant le naufrage, incluant Charles-René Dejordy de Villebon, Louis-Joseph Gaultier de La Vérendrye, François-Josué de La Corne Dubreuil et Louis de La Corne.
- 7 septembre 1782 : naufrage du vaisseau de 74 canons L'Orient près de Trinquemalay, à la suite d'une erreur de l'officier de quart. L'équipage et une partie du matériel est cependant sauvé.
- septembre 1782 : naufrage du vaisseau de 104 canons le Ville de Paris dans l'Atlantique. Le navire, qui avait été capturé cinq mois plus tôt à la bataille des Saintes, sombre dans une tempête alors qu'il était remorqué vers l'Angleterre.
- 4 octobre 1782 : naufrage du vaisseau de 64 canons le Bizarre sur la côte de Coromandel. Le navire s'est approché trop près du rivage et a été happé par la barre des brisants. L'équipage et une partie du matériel est cependant sauvé.
- 19 octobre 1782 : naufrage du vaisseau de 74 canons le Scipion qui heurte un récif en baie de Samaná (dans l'actuelle République dominicaine) alors qu'il est poursuivi par des bâtiments britannique. L'équipage réussit à évacuer le navire, mais il est capturé.
- Juin 1788 : les frégates françaises La Boussole et L'Astrolabe, qui font un voyage d'exploration dans l'océan Pacifique depuis plus de deux ans, se fracassent sur les récifs de Vanikoro à cause d'une tempête. Le site du naufrage est identifié en 1827. Les équipages sont portés disparus.
- Janvier 1795 : les vaisseaux de ligne français Neptune, Neuf Thermidor, Scipion et Superbe sombrent dans l'Atlantique (sur la côte pour le premier, en haute mer pour les autres) après une campagne d'hiver ratée contre le commerce et la marine de guerre britannique.
- 10 octobre 1796 : le navire américain Ophir, provenant de Charleston et se dirigeant vers Amsterdam, fait naufrage près du port d'Egmond aan Zee. Il avait à son bord le botaniste français André Michaux. Tous les passagers et l'équipage sont rescapés.

### XIXesiècle

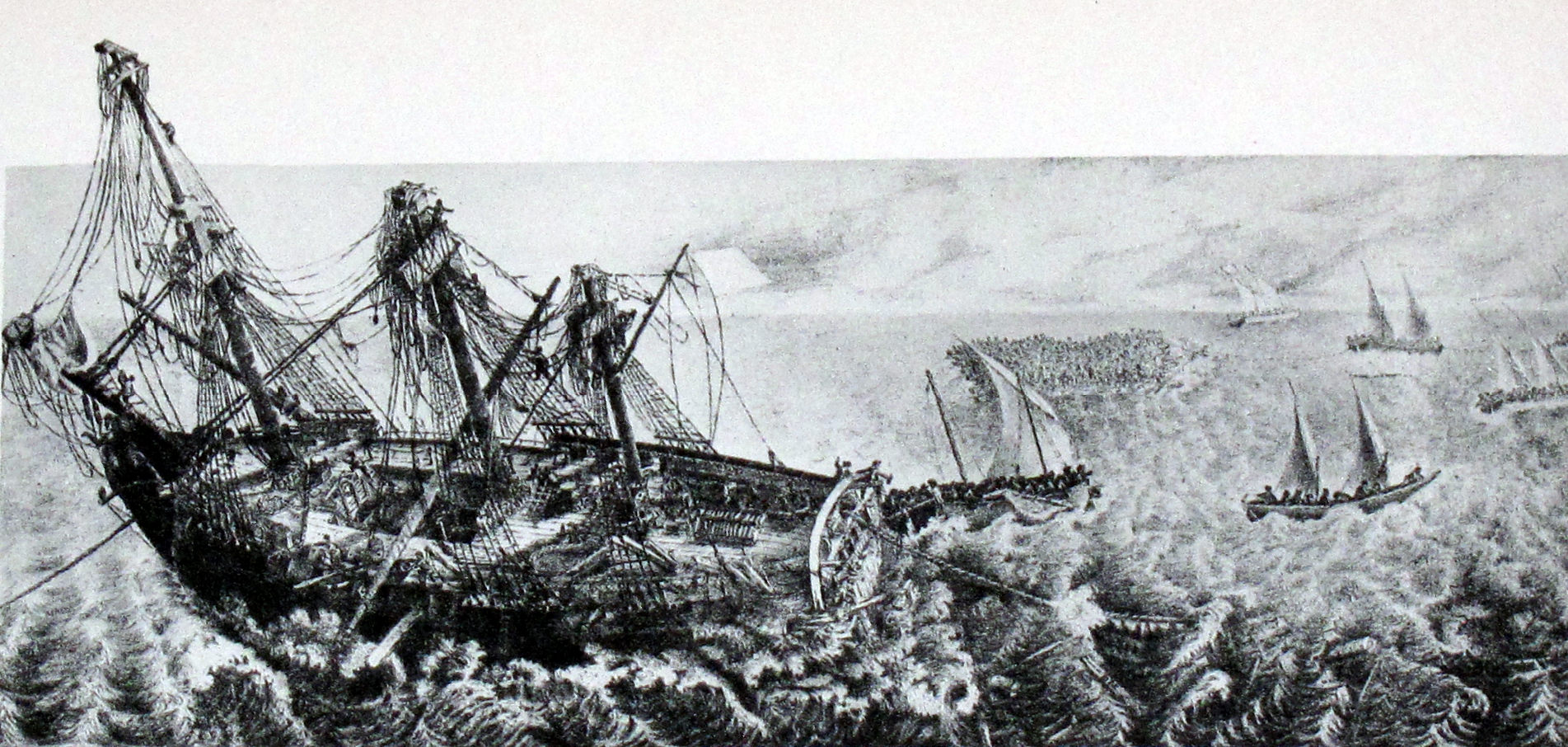
Naufrage de La Méduse, sur le banc d'Arguin. C'est l'un des plus célèbres naufrages du début du XIXe siècle, autant pour l'incompétence de son commandant et les actes de cannibalisme commis par l'équipage pour survivre que pour le célèbre tableau qui en a été tiré par Géricault.

- 5 février 1809 : naufrage au large des îles du Cap-Vert de la frégate portugaise Urânia.
- 28 décembre 1810 : naufrage devant Dunkerque du trois-mâts britannique Queen Elizabeth, 24 personnes sauvées, 358 décès[10].
- 2 juillet 1816 : naufrage de la frégate française La Méduse. Célèbre pour son radeau, illustré par une toile de Théodore Géricault intitulée Le Radeau de La Méduse.
- 17 mars 1821 : naufrage dans l'archipel Crozet du chasseur de phoques, le Princess of Wales, un cotre britannique de 75 tonneaux.
- 30 juillet 1825 : naufrage dans l'archipel Crozet de la goélette Aventure commandée par Guillaume Lesquin. Les survivants seront recueillis 18 mois plus tard par un navire britannique passant par hasard.
- 31 août 1833 : naufrage du navire-prison L'Amphitrite. Commandé par le capitaine Hunter, le bateau appareille le 26 à Woolwich (Angleterre) pour Port-Jackson (Australie). Son équipage est composé de 16 hommes et transporte à son bord 108 femmes déportées et 12 enfants. Dès le 29, il fut assailli par une violente tempête et le 31 il s'échoua sur la côte française, en vue du port de Boulogne. À cause de l'entêtement du capitaine qui refusa l'aide des Français et de mettre des prisonnières dans des chaloupes, tous périrent noyés hormis 3 hommes d'équipage. (documentation : le journal Détective du 8 février 1934 et l'ouvrage : La Mer, naufrages modernes).
- 16 décembre 1833 : le Superbe, navire de l’escadre du Levant au large de Paros.
- octobre 1838 : le navire britannique La Béatrice se dirigeant vers le Royaume-Uni avec, à son bord, le sarcophage du pharaon Mykérinos sombre au large de l'Espagne.
- 3 décembre 1838 : naufrage de la frégate française Herminie aux Bermudes, un seul tué.
- 9 juin 1842 :  le trois mâts Léopoldina Rosa, de 32 mètres de long et 9 mètres de large, fût pris dans une tempête du S.-S.E. qui l'engagea en fin de nuit sur les Castillos (récifs de la côte de l’Uraguay proches de l’embouchure du Rio de la Plata). Il avait quitté Bayonne depuis plusieurs semaines à destination de Montevideo avec à son bord 300 personnes environ. L'essentiel des passagers étaient des émigrants Basques. À l'époque des « trafiquants d'émigrants » de Montevideo, souvent associés à l'État, recherchaient une main-d'œuvre captive et des recrues militaires. Certains historiens évoquent même l'esclavage des blancs[11]. Finalement 231 passagers dont une grande partie de femmes et d’enfants, ont péri et 70 ont été sauvés. Ce naufrage a défrayé la chronique car l'équipage a refusé d'obéir au capitaine qui voulait établir un va et vient avec la côte qui se trouvait à moins de 300 mètres et qui aurait rendu possible un sauvetage. Au lieu de cela, l’équipage, à l'exception du capitaine, du lieutenant et du médecin, ne songea qu’à son propre salut et se sauva[12]. Cet abandon a été à l'origine de débats pour savoir si l'équipage devait être traduit en justice[13]. Une partie du navire resta presque toute la journée à flot avant de se disloquer en fin d'après-midi. Les habitants des lieux parcouraient la côte et pillaient les débris et les malles, sans tenter de secourir les passagers.
- 28 août 1842 : le Waterloo et l’Abercrombie Robinson sombrent dans une tempête à la baie de la Table.
- 4 septembre 1843 : sur la Seine, à Villequier, un tourbillon de vent fait chavirer un canot. Quatre victimes : Pierre Vacquerie, son fils Arthur, son neveu Charles et la jeune épouse de ce dernier Léopoldine Hugo.
- 27 février 1845 : Le brick aviso Colibri fait naufrage au cours d'une tempête au nord-ouest de Madagascar.
- 28 avril 1847 : le Carrick fait naufrage près de Cap-des-Rosiers, en Gaspésie, et noie près de 130 immigrants irlandais.
- 30 mars 1850 : au cours d'une tempête mémorable, le vapeur Royal-Adélaïde, de la compagnie de la Ville de Dublin, qui faisait le trajet entre Cork et Londres, a péri corps et biens à 10 milles environ de Margate. Le nombre de victimes est estimé à 206 victimes (environ : entre 100 et 300 suivant les sources)[14].
- 19 septembre 1854 : en fin de journée, au Port Elizabeth (Afrique du Sud), dans la baie d'Algoa, le navire Charlotte, transportant des troupes du 27e régiment, allant de Queenstown à Calcutta, perdit une ancre. La mer commençait à grossir de plus en plus et la seconde ancre dérapa. Le navire tenta d'appareiller pour sortir de la baie, sans succès, et fût drossé contre la jetée. Toute la population est accourue sur le rivage et des secours se sont mis en place. Sur environ 230 personnes à bord, 117 personnes ont péri (62 militaires, 11 femmes, 26 enfants et 18 hommes d'équipage), malgré le dévouement des autorités et des habitants[15],[16].
- 15 février 1855 : la Sémillante, transport de troupes français lors de la guerre de Crimée, coule au large des îles Lavezzi, dans les bouches de Bonifacio, entraînant la mort de 700 personnes. Alphonse Daudet écrivit une nouvelle sur cet événement, intitulée L'Agonie de la Sémillante (dans les Lettres de mon moulin).
- 7 mai 1855 : Le paquebot Schiller de la German Transatlantic Steamship Company qui a quitté New York le 28 avril s'échoue dans le brouillard près des îles Scilly et coule. Au total 312 à 335 morts et 37 survivants[17].
- 6 juillet 1856 : le Spartan vapeur britannique s'échoue sur l'ile des Chiens (Tunisie). Le paquebot français Sphynx des messageries impériales commandé par le commandant Salomez-Devriez va sauver les 737 soldats britanniques présents sur le Spartan[18].
- 13 août 1856 : le Duroc, aviso à vapeur, classe Marceau, fait naufrage sur le récif de Mellish à 160 nord de la Nouvelle-Calédonie.
- 13 septembre 1858 : l'Austria, trois-mats à vapeur, fait naufrage à la suite d’un incendie au large de Terre-Neuve.
- 7 mars 1861 : naufrage du trois mâts goélette Rimac sur le pont d'Yeu[19].
- 3 janvier 1864 : la goélette Grafton est drossée contre les rochers des îles Auckland à plus de 400 km au Sud de la Nouvelle-Zélande. Les cinq naufragés, tous de nationalités différentes (américaine, française, britannique, portugaise et norvégienne), survivent pendant 20 mois avant de réussir à quitter l'île par leurs propres moyens. Plusieurs ouvrages relatent le naufrage et la survie des marins. Citons François Édouard Raynal en 1870, le capitaine Musgrave en 1866, et Jules Verne en 1874, qui s'est inspiré de l'aventure pour son roman L'Île mystérieuse[20].
- 11 mai 1864 : l’Invercauld s'échoue sur les rochers de la pointe nord-est de la même île Auckland (voir ci-dessus). Des vingt-cinq membres de l'expédition, six se noyèrent. Des dix-neuf naufragés, trois furent recueillis vivants le 20 mai 1865 par le navire portugais Julian. Malgré les 12 mois passés en commun sur la même île, les deux groupes de naufragés n'établirent aucun contact entre eux, alors qu'ils étaient séparés d'à peine une vingtaine de kilomètres[21].

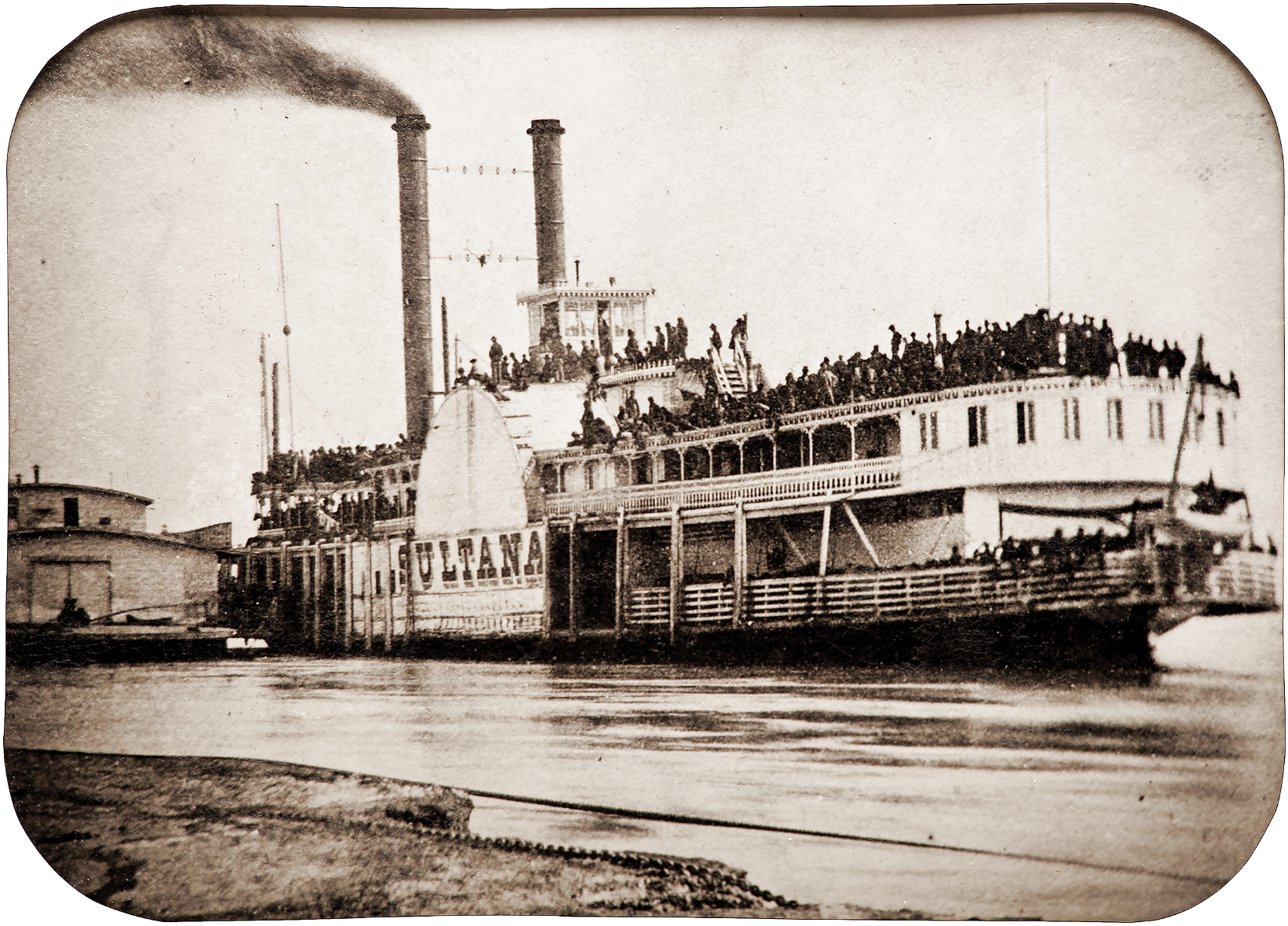
Le Sultana, la veille de sa destruction. On remarque la foule de prisonniers de l'Union libérés serrés les uns contre les autres sur les ponts du vapeur.

- 27 avril 1865 : le SS Sultana, bateau à vapeur, a explosé sur le fleuve Mississippi à sept miles au nord de Memphis, Tennessee. Ce fut l'une des pires catastrophes de l'histoire des États-Unis : conçu avec une capacité de 376 passagers, il en transportait 2 137 lorsque trois des quatre chaudières du bateau ont explosé. Le nombre exact de morts est inconnu. Il est estimé à 1 168. Cette catastrophe a été éclipsée dans la presse par la fin de la guerre civile américaine, l'assassinat du président Abraham Lincoln et le meurtre de son assassin John Wilkes Booth. Personne n'a jamais été tenu responsable du désastre[22].
- 15 décembre 1865 : le Borysthène, vapeur des Messageries impériales, parti le mercredi 13 décembre de Marseille, se fracasse sur les récifs qui bordent l'île Plane, près du cap Lindèls (province d'Oran). Vers 22H00, le bâtiment file à dix nœuds par mer forte. Le capitaine croit être proche de Mers-el-Kebir. Il envoie dans les hunes son second pour essayer d'apercevoir le phare de la rade. Au moment où le second descend bredouille, le bâtiment heurte violemment, de la proue au milieu, des pointes rocheuses de l'île Plane. Le capitaine fait abattre la mâture pour relier le bâtiment et les rochers. Cependant, pendant l'opération, le bâtiment chavire du côté opposé et l'arrière se détache. Les vagues balaient le pont, entraînant bon nombre de passagers. Grâce au courage du matelot Leblanc, un va-et-vient est établi vers 3h00 du matin entre l'ile et les restes du navire. Par suite du mauvais état de la mer, le sauvetage se fait très lentement et se termine vers 9h00 le lendemain matin, les survivants constatent qu'il y a 70 absents (de 54 à 70 victimes suivant les sources : 17 à 19 passagers civils, 30 officiers ou soldats, 7 hommes d’équipage (ou 6 marins et une femme de chambre du bord)). Ils resteront sur leur rocher jusqu'au dimanche 17 où vers 10h00, 5 balancelles espagnoles arrivent à leur secours. Montèrent d'abord à bord les femmes, les enfants, les malades, et enfin les autres rescapés[23],[24],[25].
- 18 décembre 1865 : le brick Amiral-Magon, cap. L.-M. Quévert, de Saint-Servan, parti de Swansea (pays de Galles) pour Lisbonne avec un transport de charbon, est abordé à 60 lieues au large d'Ouessant, de nuit noire avec brume et grosse mer, par un trois-mâts barque britannique, le General Havelock, cap. W. Smart, de Sunderland, qui avait quitté Ardrossan (Écosse) pour Bordeaux avec un chargement de charbon et de fonte. Les avaries sont si graves que l'équipage doit se réfugier à bord du navire britannique. L’Amiral-Magon disparaît à l’horizon quand le capitaine Quévert se rend compte que le novice Michel Saint-Julien, âgé de 25 ans[26], est resté à son bord. Les recherches sont vaines pour retrouver le navire qui sera supposé coulé. Quand le matelot s’aperçoit qu’il est seul à bord, il tente de se faire remarquer, sans résultat. Après avoir pleuré, il reprend courage. Pendant trois jours, il pompe, fait des signaux de détresse, et se nourrit, ainsi que trois chats et un chien laissés à bord, de jambon et de pain. Des navires le croisent sans l'apercevoir. Enfin, le 20 décembre, une barque brêmoise Gustav, cap. W. Eberhard Callin, partie du Havre pour New York le 16 décembre, rencontre le navire abandonné (position 50°20 N, 8° W) et recueille le marin français à son bord juste avant que l’Amiral-Magon ne sombre. Mais le Gustav subit des avaries (mat de misaine consenti et voies d'eau) lors d’une tempête le 23 décembre ; il doit relâcher à Milford (pays de Galles) le 2 janvier 1866, d'où le novice fait savoir que lui, les trois chats et le chien Serin sont sains et saufs, et qu’ils reviendront prochainement à Saint-Servan[27]. Ce même 2 janvier, l'équipage de l’Amiral-Magon est débarqué à Bordeaux où le General Havelock est arrivé, sérieusement endommagé lors de l'abordage.
- 21 décembre 1872 : naufrage du Germany, propriété de l’armement écossais Allan Line, ce vapeur de 104 mètres taille d’ordinaire sa route entre Liverpool et Québec après escales à Pauillac (Gironde), Santander et La Corogne. Il s'échoue sur le banc de la Mauvaise à proximité de la Pointe de la Coubre. Sur les 127 personnes embarquées, seules 100 pourront être sauvées.
- 2 février 1873 : naufrage du vapeur britannique Bedlington perdu en rade des Sables-d'Olonne : 12 victimes. Nombreuses marques de reconnaissance officielle aux sauveteurs[28].
- 22 novembre 1873 : naufrage du Ville du Havre après un abordage involontaire de la part du Loch Earn, faisant 226 victimes.
- 30 juin 1875 : le Strathmore lors de son voyage inaugural Londres - Nouvelle-Zélande, sur les récifs des Apôtres (archipel Crozet, océan Indien austral). 44 morts sur 88 personnes embarquées[29].
- 11 septembre 1877 : le trois-mâts Avalanche, de la ligne des paquebots entre Londres et la Nouvelle-Zélande, de M. Shaw Savill et Compagnie, parti de Londres pour Wellington, est abordé dans la Manche vers 21 h 15 à quinze milles au sud-ouest de l'île de Portland (comté de Dorset), par le trois-mâts britannique Forest, allant à Windsor (Nouvelle-Écosse). L'Avalanche a coulé en moins de 5 minutes avec son équipage et ses passagers, en tout 94 personnes (dont 8 enfants), l'obscurité ayant compliqué les secours. Un quart d'heure après la collision, le Forest sombrait à son tour avec ces 22 hommes d'équipage. Quelques survivants sont évoqués dans la presse, qui annonce de 103 à 115 victimes[30],[31].
- 24 mars 1878 : l'Eurydice, venant de la Barbade, coule dans l’après-midi, en face de Dunnose, sur la côte sud-est de l'île de Wight. Une soudaine tempête de neige, accompagnée  de forts coups de vent, s'était levée. C'était un  vaisseau-école britannique en bois et à voiles de 921 tonneaux, portant 4 canons et servant à l'instruction des mousses et des matelots. Environ 330 victimes (matelots, état major...). Deux personne seulement ont été sauvées : Benjamin Cuddecombe, matelot de Plymouth, et Sydney Fletcher, élève de Bristol (19  ans). Le lest ou les canons, sans doute mal arrimés, auraient fait sombrer le navire en se déplaçant[32].
- 31 mai 1878 : par temps calme et ensoleillé, dans la Manche, au large de Folkestone, trois navires cuirassés allemands le Preussen, le König Wilhelm et le Grosser-Kurfurst venant de Wilhelmshaven se rendent à Plymouth. Pour éviter un bâtiment de commerce, le König Wilhelm et le Grosser-Kurfurst manœuvrent. Les deux bâtiments se percutent violemment et le Grosser-Kurfurst coule quelques minutes après. 274 à 284 victimes et 217 à 218 rescapés. Le König Wilhelm, très endommagé, est remorqué à Portsmouth pour y être réparé[33],[34].
- 3 septembre 1878 : en début de soirée, sur la Tamise près de Woolwich, le steamer Bywell-Castle aborde le Princesse-Alice, bateau à aubes qui revenait d'une excursion à Gravesend. Il coulera et sera très rapidement submergé. Il transportait 700 à 800 personnes dont une centaine a été sauvée. La reine Victoria a fait télégraphier toute sa sympathie aux parents et amis des victimes. Le lord-maire, Sir Charles Whetham, a ouvert une souscription en faveur des parents nécessiteux des victimes[35].
- 25 novembre 1878 : à l’entrée de la Manche, en vue de Folkestone, le steamer transatlantique allemand Pomerania, venant de New York, Plymouth et Cherbourg, est abordé, à 23 h 45, par le trois-mâts barque Noël Eilian. À 0 h 10, la Pomerania sombrait définitivement. Il transportait 125 marins et 109 passagers. 48 personnes ne furent pas sauvées[36].
- 25 février 1879 : dans la nuit du 25 au 26 février, près de Dunkerque, naufrage du trois-mâts britannique l’Adriatic. Échoué depuis quelques semaines à la pointe de Mardyck, mais dont le renflouement s'est avéré impossible, on a procédé au déchargement des marchandises. Le mardi 25, 37 hommes se rendent à bord pour y travailler. Le soir venu, l'allège qui devait les ramener au port rentre vide car elle prenait de l'eau. Les travailleurs furent obligés de rester sur l'Adriatic, à l'exception de 5 récupérés par un remorqueur. Dans la nuit, une épouvantable tempête s'éleva et l'Adriatic chassant sur ses ancres fut entraîné en pleine mer et disparut dans les flots avec les 32 hommes. Les victimes sont des ouvriers de Dunkerque, le fils du capitaine, et un entrepreneur qui essayait de sauver le navire[37].
- 5 juillet 1884 : le navire La Mignonette fait naufrage. Quatre hommes purent se réfugier sur un canot de sauvetage et trois survécurent en mangeant le quatrième. Sauvés par un autre navire, ils furent jugés et condamnés[38].
- 25 février 1885 : l'aviso-transport l'Oise est perdu au cours d'un cyclone au large Tamatave (Madagascar). 12 victimes[39].
- 3 juin 1885 : naufrage de l'aviso Le Renard, sous les ordres du commandant Gaston Peyrouton Laffon de Ladebat, pris dans un cyclone tropical dans le golfe d'Aden[40].
- 24 octobre 1886 : le navire Normanton, cargo marchand britannique fait naufrage au large du Japon. Un scandale s'ensuivit car seuls les passagers et membres d'équipage européens trouvèrent place dans les canots de sauvetage.
- 20 janvier 1887 : à Barra (îles Hébrides), naufrage d'un steamer sur les rochers de Loch-Boisdale. Sans doute un navire français appelé La France dont l'équipage était de 18 à 20 hommes. Trois cadavres ont été retrouvés sur le rivage[41],[42].
- 21 janvier 1887 : le vapeur britannique Brentford, qui allait de Cardiff à Malte, a été jeté à la côte près de Gronho. Un survivant sur 24 hommes d'équipage[41].
- 9 mars 1887 : le trois-mâts barque Tamaris armement Bordes de Bordeaux, capitaine Majou, en route pour la Nouvelle-Calédonie, coule sur les brisants des Pingouins archipel Crozet dans l'océan Indien austral. Réfugiés sur l'île aux Cochons, les 14 naufragés attachent un message au cou d'un albatros qui atteindra la côte australienne[43].
- 16 avril 1887 : le paquebot Tasmania, de la compagnie britannique P&O, heurte les écueils des Moines, au sud-ouest de la Corse, et coule.
- 22 février 1888 : le Dayot, croiseur de 3e classe, est jeté à la côte par un cyclone au large de Tamatave (Madagascar). 1 victime[39].
- 18 septembre 1890 : la frégate turque Ertuğrul, de retour du Japon où elle avait apporté au Mikado les insignes de l'ordre impérial de Turquie, est prise dans un typhon. Après 4 jours de lutte désespérée, la frégate coula au large du Japon après avoir touché des rochers. 533 marins, dont 50 officiers et l'amiral Ali Osman Pacha trouvèrent la mort. Seuls 6 officiers et 63 marins survécurent. Le Wolf, canonnière allemande dépêchée sur place, récupéra 65 hommes, tous plus ou moins gravement blessés. Le paquebot Musaschi-Maru, surpris par la même tempête, coula également. Il n'y eut qu'un survivant[44].
- 17 mars 1891 : naufrage de l’Utopia à Gibraltar ; 562 morts.
- 21 février 1893 : le Labourdonnais, aviso en bois de 850 tonneaux avec 116 hommes, parti de Rochefort en décembre 1891, sombre au cours d'un cyclone au large de Sainte-Marie-de-Madagascar. 33 victimes[39].
- 22 juin 1893 : au large de Tripoli (en Syrie à l'époque, au Liban actuellement), le HMS Victoria est percé par l'éperon du HMS Camperdown pendant des manœuvres. Le Victoria coule rapidement : 358 membres d’équipage trouvent la mort dont le vice-amiral sir George Tryon, commandant en chef de l'escadre de la Méditerranée. Environ 250 personnes rescapées[45]. Le Victoria s'était échoué 2 ans auparavant dans le golfe de Patras. On eut de grandes difficultés à le remettre à flot à l'époque.
- 1er mai 1894 : naufrage du bateau de pêche Étoile du matin, au large de Réville, les 3 marins sont morts (disparus).
- 30 janvier 1895 : le transatlantique allemand L'Elbe sombre dans la mer du Nord au large de Lowestoft (100 km au nord de Londres). Il transportait plus de 350 personnes dont 19 auraient échappé au naufrage. En provenance de Brème et poursuivant sa route vers New York, c'est une très violente tempête qui l'entraine sans doute à cet endroit. Vers 5 heures du matin dans un brouillard épais et froid, un choc secoue le transatlantique à la suite d'une collision avec un vapeur inconnu. Ce même jour, le navire britannique le Crathie, allant de Rotterdam à Aberdeen est rentré au port de Maasshus avec son avant enfoncé par suite d'une collision avec un vapeur inconnu à 30 milles des côtes de la Hollande. C'est ce navire qui a occasionné la catastrophe[46].
- 9 mars 1895 : le croiseur espagnol Reine-Régente, venant de Tanger à destination de Cadix, a sans doute été perdu dans une tempête près de Tarifa et d'Algésiras. On ne retrouva que des traces de l'épave : débris de chaloupe et drapeaux servant aux signaux appartenant au croiseur espagnol rejetés sur une plage. Pendant plusieurs jours, on a espéré que le croiseur se soit abrité dans un port nord-africain[47]. Finalement, suivant les sources, 400 à 420 membres d'équipage disparurent avec le navire.
- 26 mai 1895 : naufrage du vapeur français Dom-Pedro, des Chargeurs Réunis, jaugeant de 1800 tonneaux environ (3 000 tonnes) et de 1300 chevaux, faisait la liaison entre le Havre et La Plata. Par beau temps, il toucha les bas-fonds de Fraguina, au large de Vigo. Sur un équipage de 51 personnes et 75 passagers ; 39 seulement furent sauvés (Suivant d'autres sources : 103 morts au total et seuls rescapés : le capitaine et 26 membres de l'équipage)[48],[49].
- 27 mai 1895 : naufrage du vapeur Colima de la Pacific Mail Steamship Company. Ce caboteur à trois ponts, mesurant 91 mètres, de 1600 chevaux et jaugeant 2900 tonneaux, assurait le service de la côte occidentale de l’Amérique du Nord, entre San Francisco (port d’attache et de départ) et Panama. Il a coulé à proximité des côtes du Mexique. Sur 192 personnes (40 passagers de cabine, 37 passagers d’entrepont, 43 Chinois et 72 hommes d’équipage), seuls 19 ont été sauvées (une barque de 14 passagers et 5 hommes d’équipage est arrivée 28 mai à Mantanilla)[48],[50].
- 23 novembre 1895 : tempête sur la Manche, quatre naufrages - deux victimes[51].
  - Fécamp : le navire terre-neuva Pierre-Emile, en provenance de Bordeaux et voulant entrer dans le port, s’est mis à la côte.
  - Fécamp : le remorqueur Jean-Bart, parti pour prendre un bâtiment en mer, fait naufrage. Un canot de sauvetage sauve l'équipage sauf le capitaine et le chauffeur. 3 000 personnes assistaient au naufrage.
  - Calais : le vapeur britannique Carth, venant de Bilbao, s’échoue. Il sera renfloué.
  - Boulogne-sur-Mer : le bateau de pêche 1818 a été coulé dans le bassin Paradis, par le chalutier 745, poussé sur lui par le vent.
- 16 juin 1896 : le naufrage du paquebot Drummond Castle près de l'île d'Ouessant fait 358 victimes. Il n'y a que 3 survivants.
- 7 décembre 1896 : naufrage du vapeur Le Salier, de là Compagnie du Lloyd de l'Allemagne du Nord, qui reliait Brème à Buenos Aires. Il jaugeait 3 214 tonnes, mesurait 107 mètres et 2000 chevaux. Il fut perdu corps et biens dans la nuit du 7 au 8 décembre, heurtant dans la tempête les bas-fonds au large du cap Corrubedo. Il transportait 66 hommes d'équipage et 210 passagers (113 Russes, 35 Polonais, 61 Espagnols, 10 Italiens et 1 Allemand). On estime le nombre de victimes à 280[52].
- 14 janvier 1897 : le naufrage du RIMS Warren Hastings au large des côtes de La Réunion fait 2 morts.
- 15 février 1898 : le Maine, cuirassé de la marine des États-Unis explose à la Havane vers 21h40. 255 victimes, dont 2 officiers. L'explosion se produit dans une soute à l'avant du bâtiment. Le navire transportait des explosifs très dangereux d'un nouveau modèle préparés avec du fulmicoton d'une fabrication spéciale et adoptés depuis février 1897[53].
- 17 février 1898 : à proximité de Ténérife, le vapeur français Flachat, paquebot de la Compagnie Transatlantique, heurte à 1h30 du matin, par un brouillard épais et une mer forte, la pointe d'Anaga. Peu après, il se brise par son milieu, et se divise finalement en trois parties. Les survivants sont au nombre de 14 : 13 hommes d'équipage et 1 passager. On ignore ce que sont devenus les 87 autres personnes (d'autres sources évoquent la disparition de 49 passagers et de 49 matelots). Le capitaine fait mettre à la mer le bateau de sauvetage de bâbord, finalement opérationnel à 9h00 du matin, mais tout le monde se précipite vers ce bateau. Une cinquantaine de personnes sautèrent à la mer. Seules 16 pénétrèrent dans l'embarcation, dont 2 furent enlevées par les vagues. Le Susu, petit vapeur britannique participa au sauvetage et aux recherches[53].
- 4 juillet 1898 : le naufrage par collision du paquebot La Bourgogne de la Compagnie générale transatlantique fait 500 morts (au moins)[54].
- 2 février 1899 : le cargo Nantes-Le Havre (1518 BRT) est lancé en 1883, par les Ateliers et chantiers de la Loire pour la Compagnie Nantaise de Navigation à vapeur, il coule à Alger, et sera démoli à Marseille[55].

### XXesiècle
- 1902 : le SS Huronian, cargo de la Allan Line, disparu en mer en 1902 lors d'un voyage de Liverpool à Halifax.
- 6 juillet 1905 : le sous-marin français Farfadet coule dans la lagune de Bizerte, faisant 14 morts.(2 survivants)[56].
- 19 novembre 1905 : le paquebot Hilda, du service de fret maritime (en) de la société ferroviale London and South Western Railway (en), surpris par une tourmente de neige, fait naufrage à l'entrée de la rade de Saint-Malo, transportant 120 personnes (6 survivants). Il faisait le service régulier entre Southampton et Saint-Malo.Il avait été construit en 1882[57].
- Dans la nuit du 22 décembre 1905 au 23 décembre 1905 : le vapeur norvégien Martha dont l'épave est toujours visible en extrémité du Pont d'Yeu[58].
- 11 mars 1906 : le SS Colne, dont la cargaison de charbon s'est déplacée au cours d'une tempête, coule. Douze membres de l'équipage se noient et aussi quinze chevaux.
- 1906 : la nuit du 14 au 15 mai. Le 3 mâts-barque italien Teresina Mignano est éperonné par un vapeur russe LEO dans l'estuaire de la Gironde, non loin du phare Richard, occasionnant la mort de 8 hommes d'équipage et de 2 pilotes montés à bord, l'un de Fouras(17) l'autre de Pauillac(33).
- 16 octobre 1906 : le sous-marin français Lutin coule dans la lagune de Bizerte, faisant 16 morts[56].
- 24 novembre 1906 : naufrage de la Volga dans l'estuaire de la Gironde.
- 7 mars 1907 : la barque Dundonald, allant de Sidney à Falmouth, fit naufrage sur l'île Disappointment, du groupe des Auckland. Douze hommes dont le capitaine se noyèrent mais treize hommes de l'équipage ont survécu neuf mois sur un îlot. Pendant six mois, ils n'eurent que des pétrels pour toute nourriture. Ils réussirent à gagner un autre îlot, où se trouvait un dépôt de vivres, et c'est là qu'ils ont été recueillis en décembre 1907[59].
- 15 décembre 1907 : devant la Grande Plage de Biarritz, vers une heure, le navire norvégien Padosa, venant de Bilbao, avec onze hommes d'équipage, qui errait depuis 3 jours dans la tempête, désemparé, sans gouvernail, s'est brisé sur les rochers. 8 hommes furent rejetés par les vagues, mais l'un d'entre eux mourut peu après. Sir Henry Campbell-Bannerman, premier ministre britannique, se reposait à Biarritz et a assisté au sauvetage de son balcon de l'hôtel Continental[60].
- 27 juillet 1909 :   disparition du SS Waratah, au sud de Durban, avec 211 passagers et membres d'équipage à son bord. Causes exactes inconnues (probablement une vague scélérate ) .
- 5 septembre 1909 : naufrage de l’Eduard Bohlen à Conception Bay en Namibie lors d'un voyage vers Le Cap.
- 26 mai 1910 : le sous-marin le Pluviôse est coulé par le paquebot Pas-de-Calais de la compagnie du Nord, quittant Calais vers la côte anglaise. À deux milles des jetées, la vigie signala une épave, le capitaine commanda de mettre machine arrière, mais lancé à pleine vitesse, la manœuvre échoua et un choc se produisit, avec ce qui était en fait le Pluviôse qui faisait surface[61]. Tout l'équipage périt (27 hommes dont 3 officiers).
- 15 juillet 1910 : naufrage de la chaloupe-canonnière La Grandière[62] dans les rapides du Mékong au Laos : 4 morts dont le général Léon de Beylié.
- 23 mars 1911 : naufrage du SS Yongala, au sud de Townsville, Australie. 122 morts, aucun survivant.
- 25 septembre 1911 : explosion et naufrage du cuirassé Liberté dans la rade de Toulon. À l'aube le cuirassé est victime d'un commencement d’incendie. Les secours s’organisèrent, mais l’incendie gagna les soutes. 5 h.41 première explosion, suivie d'une seconde et d’une troisième. Dès la première explosion, une centaine d’hommes qui se trouvaient sur le pont se jettent à l’eau, les autres, réveillés par l'explosion essayèrent de suivre leurs camarades, mais ils furent aussitôt mobilisés pour le service. À 5 h. 48 une formidable explosion est entendue dans toute la ville et les faubourgs (à plus de 10 km à la ronde). Le Liberté coule à pic en 40 minutes par 15 mètres de fond. Sur un équipage de 717 hommes, il y avait 140 permissionnaires et 274 hommes ont répondu à l'appel du matin. Il y a donc environ 300 victimes (peut être un peu moins suivant les sources). En dehors de l'équipage il y eut également d’autres morts et blessés à bord des cuirassés mouillés à proximité, notamment la Justice, la Démocratie, la République et la Vérité. Tous les navires du voisinage envoyèrent des embarcations pour combattre l’incendie mais elles furent atteintes par l’explosion et presque tous leurs matelots furent tués ou blessés[63],[64].

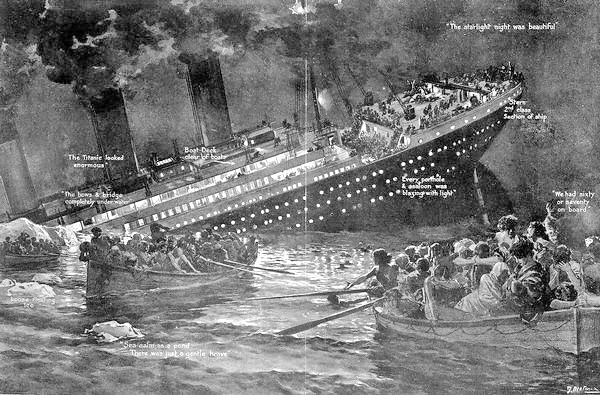
Illustration du naufrage du Titanic.

- 15 avril 1912 : naufrage du Titanic : environ 1 500 morts et 700 survivants. Il coule vers 2h20 du matin après avoir heurté un iceberg au large de Terre Neuve à 23h40.
- 21 juillet 1913 : naufrage du trois-mâts barque Ville de Dijon dans la baie de Papudo (Chili) ; 19 des 22 hommes d'équipage sauvés.
- 26 mars 1914 : naufrage du trois-mâts Achille entre Paimpol et Terre-Neuve. Déclaré perdu corps et biens. 28 membres d'équipage, aucun survivants.
- 29 mai 1914 : naufrage de l’Empress of Ireland dans le Saint-Laurent : c'est la plus grande tragédie maritime ayant eu lieu dans les eaux canadiennes, avec 1 012 victimes dont 134 enfants (465 survivants). À la suite d'une violente collision en pleine nuit avec un charbonnier norvégien, le Storstad, le paquebot bascula et sombra au fond du fleuve en seulement 14 minutes. Il fallut près de 50 ans avant que cette histoire resurgisse, à la suite des premières plongées modernes sur l'épave.
- 10 octobre 1914 : naufrage du Dalgonar au large du Chili. Le quatre-mâts Loire (port d'attache : Dunkerque) de la maison Bordes sauve 26 membres de l'équipage au cours d'un sauvetage qui dure 4 jours. 3 marins y perdent la vie[65].
- 28 mars 1915 : torpillage du Falaba par le sous-marin U-28 dans le canal Saint-George. 113 des 250 personnes se trouvant à bord se noient.
- 24 juillet 1915 : naufrage du Eastland dans le port de Chicago. Environ 810 morts parmi l'équipage et les passagers, des employés de Western Electric et leurs familles se rendant à un pique-nique organisé par l'entreprise.
- 21 novembre 1915 : l’Endurance, en expédition dans l'Antarctique (expédition Endurance) sous les ordres de Ernest Shackleton, est pris par les glaces à compter du 24 janvier 1915 avec 28 hommes à bord. Le bateau finit broyé. Tous les membres de l'équipage survivent aux 22 mois d'isolement qui suivent.
- 4 octobre 1916 : torpillage et naufrage du Gallia en route pour Salonique (Grèce). Environ 1500 victimes dont presque mille français.
- 21 novembre 1916 : torpillage et naufrage du Britannic en mer Égée. 30 morts et 45 blessés sur 1125 passagers.
- 21 février 1917 : le Mendi (en), transportant un contingent du South African Native Labour Corps (en), éperonné au large de l'île de Wight par le Darro. 646 morts.
- 17 août 1917 : le chalutier de Dieppe l'Espérance saute sur une mine au large de Dieppe.11 morts.
- 6 décembre 1917 : en pleine Première Guerre mondiale, l'explosion de Halifax se produisit dans le port d'Halifax, en Nouvelle-Écosse au Canada, lorsqu'un navire français transportant des munitions, le Mont-Blanc, entra en collision avec un navire norvégien, l’Imo, qui se rendait en Belgique. L'explosion des munitions du Mont-Blanc se produisit 19 minutes 1/2 plus tard : elle rasa 2,5 km2 de la ville, tua 2 000 personnes et en blessa des milliers d'autres. Un raz-de-marée de 18 m de haut déclenché par l'explosion fut si puissant qu'il cassa des arbres, plia des rails de chemin de fer et démolit des édifices, transportant les fragments sur des centaines de mètres. L’explosion a été entendue à plus de 400 km.
- 12 janvier 1920 : naufrage du paquebot Afrique au large des Sables-d'Olonne causant 568 morts.
- 20 mai 1922 : naufrage du paquebot SS Egypt au large d'Ouessant causant 86 morts.
- 26 août 1922 : le cuirassé France heurte une roche inconnue dans la baie de Quiberon et coule en quelques heures.
- 20 mars 1923 : le bateau pilote no 5 du port de Dunkerque est coupé en deux par le vapeur Rochefoucault. Le patron pilote qui croit sa dernière heure arrivée est sauvé avec son équipage par le remorqueur Ulysse et le canot de l'abordeur[66].
- 3 juin 1925 : le vapeur suédois Africanic et le vapeur britannique Northlea sont entrés en collision au large de la Corogne. Le commandant Gens et l'équipage du remorqueur Nord de Dunkerque vont sauver l'équipage suédois[67].
- 31 décembre 1925 : naufrage du cargo SS Cotopaxi dans le Triangle des Bermudes causant 32 morts.
- 26 octobre 1927 : le paquebot italien Princesse Mafalda, de la Compagnie de navigation générale italienne, lance au large de Bahia (Brésil), un SOS pendant qu’il sombre, ayant 968 passagers et 288 hommes d’équipage à son bord. L'accident s’est produit vers 19h 00 dans la région des îles Abrolhos à mi-chemin entre Bahia et Rio-de-Janeiro. Le paquebot aurait coulé par une profondeur de 36 mètres. Le vapeur Formosa, de la Compagnie Sud Atlantique de Bordeaux, a recueilli 450 naufragés, le vapeur britannique EMPIRE STAR 262, le vapeur allemand ATHENIA 450 et le ROSETTI 122. 32 personnes y laissent la vie[68].
- 18 octobre 1928 : par suite d’erreurs du point d'estime, d'une dérivation de compas et d’une brume très épaisse, le cargo Yser alla se briser sur les rochers de Goulphar à Belle-Ile-en-Mer. Il effectuait un trajet d’Angleterre à Nantes, avec un chargement de charbon. Tous les efforts pour renflouer ce cargo de 4 000 tonnes ont été inutiles[69],[70].
- 30 octobre 1928 : naufrage du paquebot Numidia, dans le bassin de la Joliette (Marseille) dans la nuit du mardi 30 octobre 1928 à la suite de l’ouverture malveillante ou accidentelle des prises d'eau des machines[69] Le navire fut rapidement renfloué.
- 14 juin 1931 : naufrage du Saint-Philibert à l'embouchure de la Loire faisant 450 morts.
- 16 mai 1932 : naufrage du paquebot Georges Philippar dans le golfe d'Aden, au large de l'actuel Yémen, causant la mort de 54 personnes dont le célèbre journaliste Albert Londres.
- 7 juillet 1932 : naufrage du sous-marin Prométhée au large du cap Lévi, près de Cherbourg, causant la mort de 62 personnes.
- 15 septembre 1936 : Le voiler 3 mats d'explorations polaires Pourquoi Pas ? du commandant et docteur Jean-Baptiste Charcot coule dans une tempête au large de l'Islande. 40 morts et disparus. Un seul survivant, le maître timonier Eugène Gonidec.
- 8 août 1937 : naufrage de la malle Princesse Marie José[71] au large de Dunkerque. Grâce à la célérité des services portuaires on ne dénombre que 4 blessés sur les 750 passagers[72].
- 1939 : naufrage du Breton sur le pont d'Yeu[73].
- 3 septembre 1939 : le croiseur-mouilleur de mines Pluton est détruit dans la port de Casablanca à cause de l'explosion accidentelle d'une de ses mines. Bilan humain, 286 morts et 102 blessés.
- 24 mars 1940 : le torpilleur La Railleuse est détruit dans le port de Casablanca à cause de l'explosion accidentelle d'une de ses torpilles. Bilan humain, 28 morts.
- 30 avril 1940 : le contre-torpilleurs Maillé-Brezé est détruit dans le port de Greenock à cause de l'explosion accidentelle d'une de ses torpilles. Bilan humain, 7 morts.
- 11 juin 1940 : le steamer Niobé est coulé au large du Havre par l'aviation allemande. Plus de 800 morts civils et militaires, 11 survivants (4 membres d'équipage et 7 passagers) recueillis par le Cotentin.
- 9 janvier 1942 : naufrage dans une tempête du paquebot Lamoricière, de la Compagnie générale transatlantique dans le golfe du Lion, causant la mort de 301 marins et passagers.
- 9 janvier 1942 : naufrage dans une tempête du cargo Jumièges de la Compagnie Worms dans le golfe du Lion, causant la mort de 20 marins.
- 20 février 1942 : naufrage du Kurtuluş, cargo turc connu pour son rôle humanitaire lors de la Grande Famine en Grèce durant la Seconde Guerre mondiale.
- 13 janvier 1943 : le chalutier de Dieppe Ailly saute sur une mine au large de La Rochelle. 15 morts.
- La catastrophe de Texas City eut lieu le 16 avril 1947, à la suite de l'explosion d'environ 2 080 tonnes de nitrate d'ammonium chargées à bord du navire SS Grandcamp, battant pavillon français, dans le port de Texas City. L'explosion, entendue dans un rayon de 240 km, provoqua un incendie dans une usine de Monsanto fabriquant du styrène. Elle fit au moins 581 morts et plus de 3 000 blessés.
- 21 juin 1949 : naufrage du Princesse Astrid[74] en face de Dunkerque. La malle qui assurait la liaison Ostende Douvres touche une mine et coule en moins de deux heures. 9 remorqueurs, un cargo, un chalutier et le canot de sauvetage de Dunkerque permettront de sauver plus de 400 personnes. Seuls 5 marins ostendais y perdront la vie (ils sont morts dans l’explosion de la mine qui a ouvert une brèche dans la coque)[72].
- 30 juillet 1948 : le chalutier de Dieppe Pluviôse saute sur une mine au large des Cornouailles: 15 morts.
- 21 février 1951 : le chalutier de Fécamp Duc de Normandie sombre au large des côtes belges faisant 23 morts (un seul survivant).
- 10 janvier 1952 : le Flying Enterprise coule dans l'océan Atlantique à 45 milles marins de Falmouth. Gravement avarié, son capitaine Henrik Kurt Carlsen le maintenait à flot depuis plus de 15 jours. Une partie de sa cargaison était secrète et vraisemblablement destinée au réacteur nucléaire du premier sous-marin atomique américain l'USS Nautilus.
- 22 décembre 1952 : à la suite d'une erreur de navigation, naufrage du Champollion, paquebot des Messageries maritimes au large de Beyrouth, au Liban causant la mort de 16 personnes.
- 26 septembre 1954 : naufrage du Tōya Maru à la sortie du port d'Hakodate, en route pour Aomori. Environ 1 150 morts. Le naufrage incita à la construction du tunnel du Seikan sous le détroit de Tsugaru.
- 26 novembre 1954 : une terrible tempête balaie les zones de pêche de l’Atlantique. Cinq bateaux de Concarneau sont perdus : le Tourville, le Alain-Yvon, le Pierre Nelly, le Berceau de Moïse et le Perle d'Arvor. 46 marins disparaissent qui laissent 36 veuves et 63 orphelins. Dans la Manche, le bateau feu britannique South Goodwind s'échoue sur une plage de Douvres. Au Pays de Galles, le pétrolier Libérien World Concept de 20 000 tonnes s'échoue et se casse en deux à la côte de Pembrocke. Au large de l'Écosse, le dragueur de mines britannique Rambler Rose chavire : 14 disparus et le cargo Grandfoss chavire également avec tout son équipage. En mer d'Irlande, le cargo britannique Trésilian, chargé de 900 tonnes de blé canadien chavire. Au large du Sussex, le caboteur Véga est abandonné par son équipage[75].
- 25 janvier 1955 : au large du Havre, le chalutier de Dieppe Abraham Duquesne saute sur une mine qu'il a remonté dans son chalut. 15 morts.
- 14 mars 1956 : le chalutier de Dieppe Vert Prairial s'échoue au pied de la falaise de Porthcuno (Cornouailles). 17 morts.
- 26 juillet 1956 : l’Andrea Doria, après sa collision avec le Stockholm dans l'Atlantique, causant la mort de 51 personnes.
- 21 septembre 1957 : le quatre-mâts barque Pamir fut pris dans l'ouragan Carrie, chavira à 13h03 heure locale et coula en trente minutes au milieu de l’Atlantique.
- 7 octobre 1957 : le plus grand chalutier dunkerquois, le Clemenceau est percuté par un tanker russe et coule en 7 minutes. L'équipage, sain et sauf, est recueilli par le tanker.
- 9 janvier 1960 : le chalutier L'Edwige coule au large de Barfleur, provoquant la mort de ses huit hommes d'équipage.
- 3 mai 1960 : le cordier cherbourgeois Que Dieu nous protège sombre au large de Barfleur après avoir été abordé par le pétrolier allemand Caperata, 9 morts.
- 21 janvier 1962 : le chalutier Ravenel disparait sans envoyer de message de détresse au large de Saint-Pierre-et-Miquelon avec quinze personnes à bord.
- 6 juillet 1962 : le cotre tongien Tuaikaepau s'échoue sur les récifs de Minerva. L'équipage survit pendant 101 jours avant d'être rescapé, cinq morts.
- 3 novembre 1962 : le chalutier de Dieppe Jeanne Gougy s'échoue par mauvais temps au cap Lizard (Cornouailles). 12 morts et 6 rescapés.
- 13 novembre 1965 : le SS Yarmouth Castle affrété par la Chadade Steamship Company pour des croisières entre Miami et les Bahamas prend feu vers 1 heure du matin. Le feu ne peut être éteint en raison de problèmes techniques. On dénombre 91 morts dont 2 membres d'équipage.
- 18 mars 1967 : le pétrolier libérien Torrey Canyon de 120 000 tonnes s'échoue sur les îles Scilly. Sa cargaison pollue gravement les côtes anglaises et françaises. C'est la première catastrophe de cette ampleur et le début de prise de conscience par les autorités des risques écologiques créés par la taille croissante des pétroliers.
- 27 janvier 1968 : le sous-marin français, la Minerve, disparaît corps et bien au large de Toulon avec son équipage de 52 sous-mariniers. L'épave est retrouvée le 22 juillet 2019, par 2 400 mètres de fond[76],[77].
- 4 mars 1970 : le sous-marin français Eurydice disparaît corps et bien au large du cap Camarat avec son équipage de 57 sous-mariniers. L'épave fut retrouvée le 22 avril de la même année par 750 mètres de fond[78].
- 9 novembre 1971 : naufrage en Atlantique du cargo français Maori avec 39 hommes d'équipage. 1 survivant, 38 morts (33 disparus).
- 15 octobre 1976 : naufrage du pétrolier Boehlen, au large de l'île de Sein, en Bretagne.
- 16 mars 1978 : naufrage du pétrolier Amoco Cadiz au large de Portsall, en Bretagne, provoquant une catastrophe environnementale majeure).
- 8 janvier 1979 : naufrage du pétrolier Bételgeuse dans la baie de Bantry, en Irlande, causant la mort de 49 personnes.
- 13 juin 1979 : naufrage du chalutier Le Yeti au large de Barfleur, les 3 marins (1 disparu) sont morts.
- 7 mars 1980 : naufrage du pétrolier Tanio, au large de la Bretagne (8 disparus, catastrophe environnementale).
- 21 juillet 1980 : rupture du pétrolier Energy Concentration pendant son déchargement au port de Rotterdam, en raison d'une mauvaise procédure. Le naufrage ne fait aucune victime.
- 6 janvier 1981 : naufrage du Novo Amapá au Brésil. Trop chargé, le bateau chavire le soir de son départ de Santana (Amapá) : plus de 400 morts.
- 19 septembre 1981 : naufrage du Sobral Santos II au Brésil. Trop chargé, le ferry chavire de nuit et coule dans le port d'Óbidos : plus de 300 morts.
- 21 février 1986 : à la suite d'un défaut de conception, le chalutier usine de Dieppe Snekkar Arctic coule en Mer d'Irlande. 16 marins morts et 7 rescapés.
- 31 août 1986 : naufrage du navire de croisière Amiral Nakhimov en mer Noire causant la mort de 423 personnes.
- 6 mars 1987 : naufrage du car-ferry Herald of Free Enterprise après son départ du port de Zeebruges, faisant 193 morts.
- 20 décembre 1987 : le ferry-boat philippin Doña Paz prend feu et sombre après une collision avec le pétrolier Vector. Officiellement : 1 586 morts, le navire était autorisé à un maximum de 1 518 personnes mais était en surcharge. Officieusement : 4 375 victimes et 26 survivants ce qui en fait le désastre maritime le plus tragique en temps de paix.
- 24 mars 1989 : naufrage de l’Exxon Valdez, pétrolier, à proximité de l'Alaska.
- 3 juin 1991 : naufrage du trémailleur Rémy Matthieu au large de Dunkerque. 5 morts[79].
- 10 avril 1991 : le ferry-boat Moby Prince en route pour la Sardaigne, après avoir heurté violemment de sa proue le pétrolier Agip Abruzzo ancré au large du port de Livourne (Italie), s'embrasa et 140 personnes à son bord périrent carbonisées. Le seul survivant fut un membre de l'équipage qui se jeta à l'eau.
- 14 décembre 1991 : le Salem Express ex-Fred Scamaroni coule en mer Rouge au large de Safaga après avoir heurté un récif corallien, causant officiellement la mort de 473 personnes.
- 5 août 1991 : naufrage de l'Oceanos, un navire de croisière de luxe. Il ne fit aucune victime.
- 5 janvier 1993 : naufrage du pétrolier Braer, au large des îles Shetland.
- 14 janvier 1993 : le ferry polonais Jan Heweliusz chavire et coule en mer Baltique, tuant 55 des 64 personnes présentes à bord et devenant la plus grande catastorphe maritime pour un navire polonais en temps de paix.
- 27 septembre 1994 : naufrage du ferry Estonia en mer Baltique. 852 morts. La plus grande catastrophe maritime en Europe depuis la fin de la Seconde Guerre mondiale.
- 2 décembre 1994 : naufrage du navire de croisière transatlantique Achille Lauro au large de la Somalie, dans l'océan Indien, après un incendie[80].
- 19 septembre 1998 : naufrage du ferry Princess of the Orient, pris dans un typhon dans l'archipel philippin. Au mois 90 morts.
- 12 décembre 1999 : naufrage de l’Erika, pétrolier, au large de la Bretagne (catastrophe environnementale).
- 22 juin 2000 : naufrage du ferry Ronjiang, transportant 221 personnes, (conçu pour n'en accueillir qu'une centaine), fait naufrage sur la rivière Hejiang, dans le Sichuan (sud-ouest de la Chine) : 130 morts[81].
- 12 août 2000 : naufrage du Koursk, sous-marin russe, en mer de Barents, causant la mort de 118 sous-mariniers.
- 31 octobre 2000 : naufrage du Ievoli Sun, chimiquier italien, au large des Casquets.
- 26 septembre 2000 : naufrage du ferry-boat grec Express Samina au large de Paros (Grèce), faisant 82 morts. La coque du navire se déchira en deux endroits contre un îlot rocheux. Le navire coula en une heure uniquement du fait que 9 portes étanches sur 11 n'étaient pas fermées au niveau des salles de machines et des soutes. À la suite de ce naufrage, l'enregistreur VDR (sorte de boîte noire) deviendra obligatoire à bord de tous les navires transporteurs de passagers.

### XXIesiècle

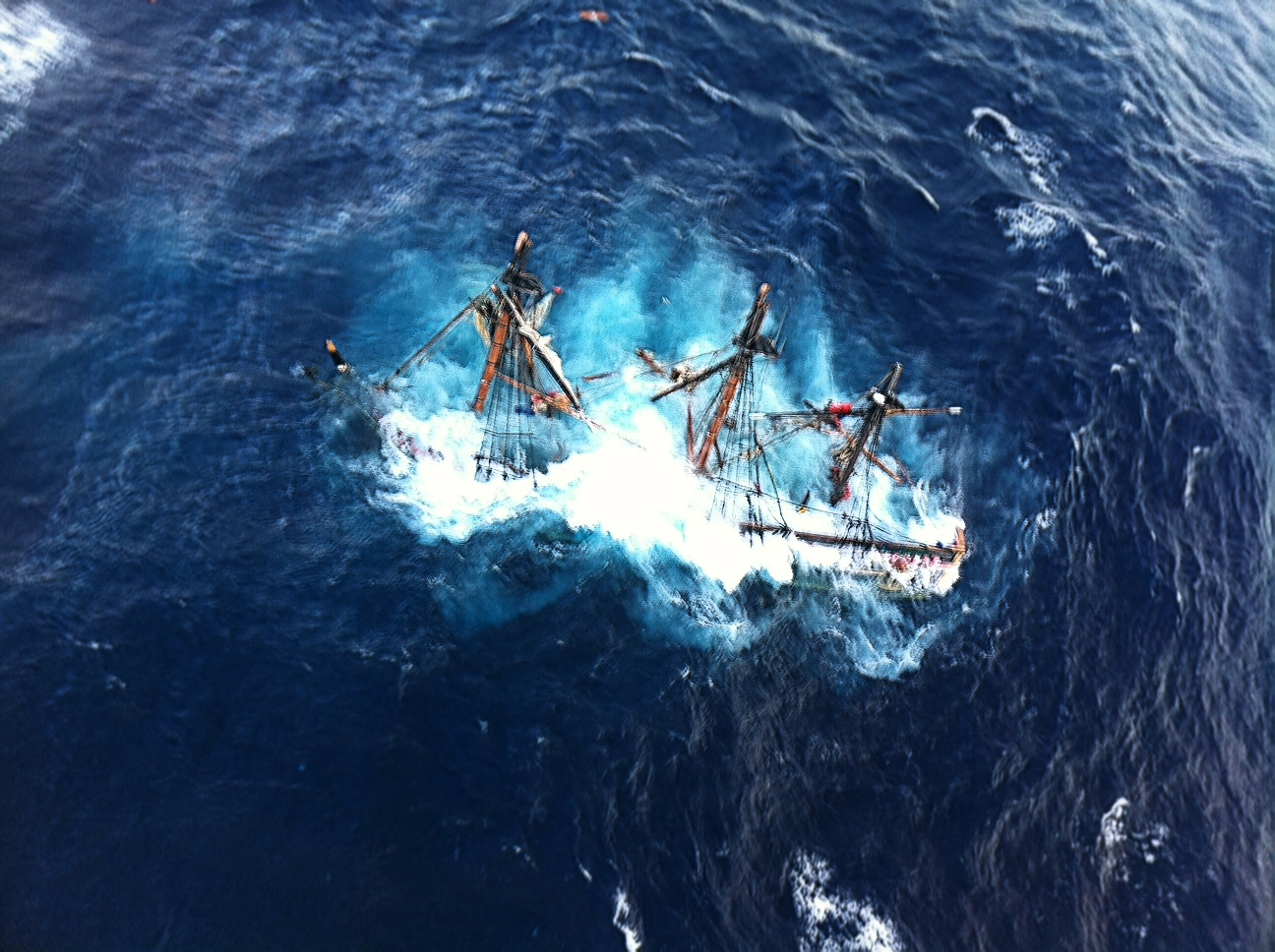
Naufrage de la réplique du trois-mâts, le 29 octobre 2012.

- 26 septembre 2002 : naufrage du traversier sénégalais Le Joola au large des côtes de Gambie, faisant officiellement 1 863 morts et disparus, et officieusement plus de 2 000 victimes. Capacité légale 550 personnes[82].
- 13 novembre 2002 : naufrage en Espagne du pétrolier Prestige au large du cap Finisterre, provoquant une catastrophe environnementale.
- 2 février 2006 : naufrage du ferry-boat Al-Salam Boccaccio 98 en mer Rouge, causant la mort d'environ 1 000 personnes.
- 6 avril 2007 : naufrage du navire de croisière Sea Diamond près des côtes de l'île de Santorin, dans les Cyclades.
- 23 novembre 2007 : naufrage du bateau de croisière l'Explorer après avoir touché un objet submergé non identifié dans le détroit de Bransfield près de l'île du Roi-George lors d'une croisière dans l’Antarctique, ne faisant aucune victime.
- 21 juin 2008 : naufrage du ferry-boat Princess Of The Stars, de la compagnie Sulpicio Lunes faisant 828 morts, le navire a sombré en raison d'énormes vagues provoquées par le typhon Fengshen aux Philippines.
- 11 septembre 2008 : naufrage du brick-goélette irlandais Asgard II au large de Belle-Île-en-Mer à la suite d'une voie d'eau.
- 14 septembre 2008 : naufrage du ferry Hayat N en mer de Marmara, en Turquie, faisant 6 morts et 89 survivants.
- 18 septembre 2008 : naufrage d'un navire aux larges des côtes grecques sur la mer Méditerranée avec 83 migrants, il n'y a pas de survivants.
- 27 septembre 2008 : un incendie accidentel sur un ferry au large d'Ambon, en Indonésie, fait 9 morts et 32 blessés.
- 29 septembre 2008 : naufrage du navire Helios 3 près des îles Nanji en mer de Chine orientale faisant 6 morts et 9 rescapés.
- 30 septembre 2008 : naufrage d'un bateau au large d'un port proche de Kuala Lumpur, en Malaisie, faisant 12 morts et 112 rescapés.
- 3 novembre 2008 : naufrage d'un ferry au large de la province centrale Philippines de Masbate après qu'un fort coup de vent l'eut frappé faisant 39 morts et 76 rescapés[83].
- 2 décembre 2008 : naufrage du Cap Blanc (ravitailleur) entre Saint-Pierre-et-Miquelon et Terre-Neuve, 4 marins morts.
- 23 mai 2009 : naufrage d'un ferry-boat de la compagnie Ilagan Shipping Lines faisant 12 morts, le Commando 6 assurait a liaison entre Batangas et Puerto Galera - Philippines.
- 5 août 2009 : naufrage du ferry-boat tongien MV Princess Ashika alors qu'il faisait route de Nukuʻalofa vers les Haʻapai, causant la mort de 74 personnes[84].
- 17 décembre 2009 : naufrage du MV Danny F II faisant 9 morts.
- 5 octobre 2011 : le porte-conteneurs MV Rena s'échoue sur un récif de Nouvelle-Zélande. Il se brise en deux entre le 1er et le 13 janvier 2012, la partie arrière du bateau coule. De grandes caisses de marchandises sont retrouvées sur une plage voisine.
- 16 décembre 2011 : le cargo TK Bremen s'échoue à Erdeven dans le Morbihan à la suite de la tempête Joachim.Naufrage du paquebot Costa Concordia en Méditerranée en 2012.

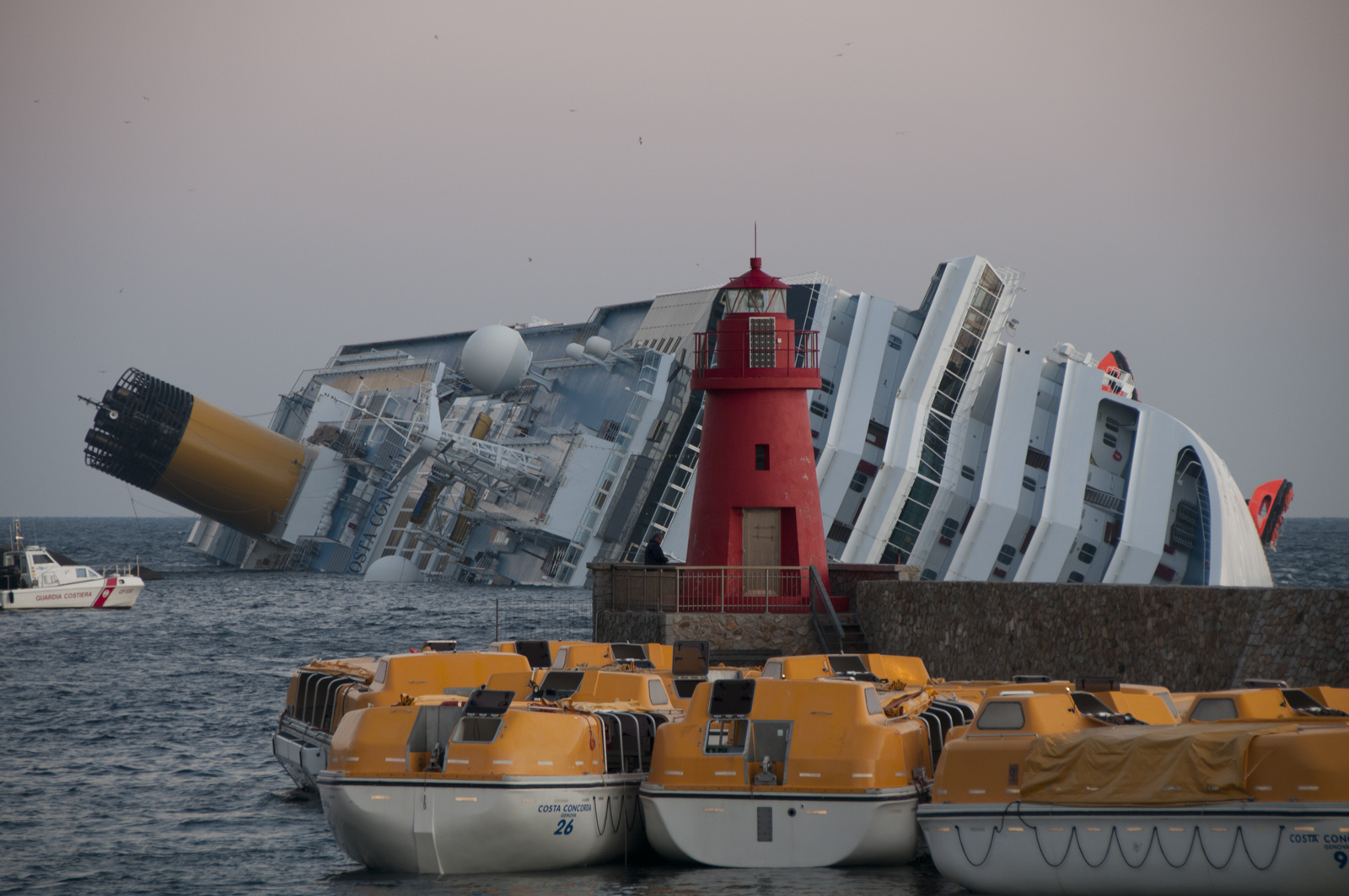
Naufrage du paquebot Costa Concordia en Méditerranée en 2012.

- 13 janvier 2012 : le navire de croisière Costa Concordia, après avoir déchiré sa coque contre des rochers immergés, manœuvre pour aller s'échouer contre l'Île de Giglio en Italie, faisant 32 morts parmi les 4 231 passagers et membres d'équipage.
- 2 février 2012 : naufrage du ferry-boat papou-néo-guinéen MV Rabaul Queen lors de la traversée entre les villes de Kimbe et Lae. Il y a 350 passagers et douze membres d'équipage à bord. Au cours des heures qui suivent, 246 personnes sont rescapées et décrivent de hautes vagues qui ont frappé le bateau[85].
- 29 octobre 2012 : la réplique du trois-mâts HMS Bounty sombre au large de la Caroline du Nord pendant l'ouragan Sandy. Ce naufrage fait un mort et un disparu[86].
- 3 octobre 2013 : naufrage d’une embarcation transportant 500 migrants clandestins faisant 366 morts près de Lampedusa dans la mer Méditerranée.
- 16 avril 2014 : naufrage du ferry-boat sud-coréen Sewol lors de la traversée entre Incheon et l'île de Jeju. 477 personnes étaient à bord.
- 12 avril 2015 : naufrage d’une embarcation de fortune transportant des migrants clandestins en mer Méditerranée, faisant plus de 400 morts avec 150 survivants[87].
- 19 avril 2015 : naufrage d’une embarcation transportant des migrants clandestins à environ 110 km des côtes libyennes, faisant près de 700 morts avec 28 survivants.
- 12 juillet 2017 : le porte-conteneurs Kea Trader, lancé à pleine vitesse, s’échoue sur un récif en Nouvelle-Calédonie, sans causer de blessé. L’épave, brisée en deux le 12 novembre, doit être démolie sur place[88].
- 14 janvier 2018 : l'incendie (commencé le 6 janvier 2018) puis le naufrage du pétrolier MT Sanchi en Mer de Chine orientale provoque la pire marée noire du XXIe siècle et la mort des 32 membres d'équipage.
- 3 juin 2018 : le naufrage d'un bateau de migrants clandestins au large de l'île de Kerkennah, en Tunisie, cause au moins 68 morts et une cinquantaine de disparus, dont une majorité de Tunisiens[89] ; ce drame entraîne le limogeage du ministre de l'intérieur tunisien Lotfi Brahem (remplacé par intérim par le ministre de la Justice Ghazi Jeribi) et de 10 responsables de la sûreté nationale et de la garde nationale[89].
- 20 septembre 2018 : le naufrage du MV Nyerere, sur la partie sud du Lac Victoria en Tanzanie, cause au moins 218 morts (nombre exact de disparus inconnu) et laisse 41 survivants.
- 12 mars 2019 : le cargo « Ro-Ro » italien Grande America sombre après deux jours d'incendie à environ 333 km à l'ouest du Finistère, les 27 occupants sont sains et saufs[90].
- 25 juillet 2019 : le naufrage d'une embarcation de migrants clandestins en Mer Méditerranée au large de la Libye cause 110 à 115 disparitions en mer - dont 70 corps retrouvés - et entre 134 et 145 survivants.
- 4 décembre 2019 : une pirogue partie de Gambie transportant environ 150 migrants clandestins heurte des rochers à 25 km au large de la ville mauritanienne de Nouadhibou, 58 morts et 83 survivants confirmés[91].
- Nuit du 4 au 5 juin 2020 : une embarcation de 53 migrants clandestins subsahariens fait naufrage au large des îles tunisiennes de Kerkennah, causant 52 morts et 1 disparu[92].
- 25 juillet 2020 : le vraquier Wakashio, échoué à l'Île Maurice[93],[94], très prisée pour ses lagons et ses plages paradisiaques, y provoque une marée noire ; le 31 août 2020, un remorqueur et une barge qui nettoyaient la marée noire se percutent et coulent, sur les 8 personnes à bord des deux embarcations 4 sont sauvées, 3 meurent et 1 est portée disparue[95].
- 19 août 2020 : une embarcation de migrants clandestins coule au large de la ville de Zouara en Libye après que son moteur ait explosé, 37 passagers sont sauvés mais au moins 45 meurent[96].
- 3 septembre 2020 : un cargo néo-zélandais, le Gulf Livestock 1 et son équipage (43 membres dont 39 Philippins, 2 Néo-Zélandais et 2 Australiens) ainsi que le bétail qu'il transportait (5 867 bovins) sont portés disparus après avoir envoyé un signal de détresse alors qu'il se trouvait à l'ouest de l'île Amami Oshima, au sud-ouest du Japon ; les secours sont perturbés par le typhon Maysak, 1 Philippin est retrouvé le 3 septembre[97],[98].
- 6 septembre 2020 : un rassemblement pro-Trump sur le Lac Travis, au Texas, attire énormément d'embarcations, trop nombreuses et trop proches les unes des autres, provoquant des vagues et une situation chaotique sur le lac, causant elle-même des naufrages en série, plusieurs bateaux coulent, 2500 militants doivent être secourus, aucun blessé[99].
- 2 juin 2021 : le pétrolier ravitailleur iranien Kharg sombre à la suite d'un incendie au large du port iranien de Djask, dans le golfe d'Oman[100]. Aucune victime n'est à déplorer selon le porte-parole régional de la marine iranienne[101].
- 24 novembre 2021 : naufrage dans la Manche, 27 victimes.
- 18 décembre 2022 : naufrage dans le golfe de Thaïlande du HTMS Sukhothai, corvette de la marine royale thaïlandaise[102].
- 26 février 2023 : naufrage dans le sud de la Calabre, 94 victimes.
- 12 juin 2023 : Naufrage à Kwara au Nigeria, 106 victimes.
- 14 juin 2023 : naufrage d'une embarcation transportant des migrants clandestins au large de la Grèce[103], une centaine de rescapés, le bateau transportait environ 750 personnes[104].

## Naufrages évités ou maîtrisés
Ce sont les accidents ou le navire est avarié ou échoué, mais sans perte définitive de flottaison le rendant irrécupérable. Il peut y avoir des victimes. L'évènement a été médiatisé pour son coté exceptionnel : nombre inattendu de victimes ou influence historique.
- Le 7 février 1939, au cours d'un entrainement au large de Penmach, le croiseur Georges-Leygues éperonne le contre-torpilleur Bison qui est littéralement coupé en deux. La partie avant coule rapidement tandis que le reste du bâtiment se maintient à flot et est remorquée jusqu'à Lorient. L'accident fait 18 morts et disparus[105].
- Le 15 août 1971, le dragueur de mines français Sirius talonne le fond au large du cap Lévy. Jugé irréparable, le Sirius est condamné. il n'y aura aucun blessé.
- Le 12 janvier 1978, le Duperré talonna dans le raz de Sein à 23 h 20. Toute la ligne d'arbre bâbord, de l'hélice jusqu'aux turbines, fut détruite et une brèche, longue de 35 mètres, provoqua une voie d'eau considérable, inondant tous les compartiments machine et privant l'escorteur de propulsion. Après une évacuation de la majeure partie de l'équipage par le canot de sauvetage de l'île de Sein, le bâtiment put être remorqué jusqu'à Brest le lendemain. Il entra au bassin le 13 janvier à 18 h 30. L'étendue des dégâts fit hésiter à sa remise en état. Il ne sera finalement réparé que le 30 novembre 1979, avec du matériel provenant de l'EE La Bourdonnais qui venait d'être désarmé.
- Le 28 février 1987, le dragueur de mines français Capella est abordé devant Zeebruges par un cargo guatémaltèque. Coupé en deux, l'arrière coule mais l'avant est remorqué jusqu'à Cherbourg. Miraculeusement il n'y aura aucun blessé.
- En janvier et février 2016, le Modern Express est remorqué vers Bilbao avec une forte gîte.

## Naufrages en temps de guerre
Les naufrages en temps de guerre sont directement consécutifs à des agressions armées (bombe, torpille, obus, missile, mines) sur des navires civils ou militaires. En l'absence d'agression armée, lorsque cela aurait pu arriver n'importe quand, ces évènements sont classés dans les naufrages accidentels.

### XVIesiècle
- 19 juillet 1545 : le navire de guerre Mary Rose, vaisseau amiral de la flotte anglaise, coule dans la rade de Portsmouth sous les yeux du roi Henri VIII lors d'un combat avec les Français. On attribue son naufrage à un coup de vent brusque ou à un virement de bord brutal, qui auraient fait tanguer et déséquilibré le navire. Surchargé d'hommes en armures et de canons retenus sur le pont et dans la cale par des filets de protection, il se serait alors renversé. Le navire a été retrouvé au XVIIIe siècle échoué sur le flanc et partiellement enfoncé dans le fond marin. Une théorie plus récente évoque la possibilité d'une brèche dans la coque sous la ligne de flottaison à la suite du tir d'un navire français.

### XVIIIesiècle
- 22 octobre 1707 : désastre naval de Sorlingues, naufrage de la Home Fleet britannique au large des Sorlingues, en anglais : îles Scilly. Avec quatre vaisseaux de ligne et plus de 1 400 marins perdus en raison du mauvais temps, il s'agit d'un des plus importants désastres maritimes dans l'histoire des îles Britanniques.
- 19 mai 1780 : la frégate française le Sartine, ayant subi les tirs britanniques, s'échoue dans l'entrée du Vieux-Port à Marseille, origine de la fameuse plaisanterie sur la sardine qui boucha le port de Marseille[106].
- 23 avril 1795 : la frégate La Galathée (36 canons), capitaine Labutte, se brise sur les rochers de Penmarch (Bretagne) alors qu'elle essayait de rejoindre Brest et d'échapper aux croisières britanniques ; elle était de retour de Norvège après une campagne en compagnie de La Seine. Il n'y eut qu'une trentaine de rescapés.

### XIXesiècle
- 22 octobre 1805 : au lendemain de la bataille de Trafalgar, le Bucentaure, navire amiral français lourdement endommagé, est pris en remorque par le HMS Conqueror ; remorque qui se rompt pendant la nuit. Les officiers français à son bord reprennent le navire, mais au petit matin, pris dans la houle il s'échoue et commence à sombrer. 450 rescapés trouvent refuge sur L'Indomptable venu au secours. Dans la soirée du 23 octobre, la tempête le drosse à la côte. Sur plus de 1200 hommes seuls 150 auront la vie sauve.

### XXesiècle

#### Première Guerre mondiale

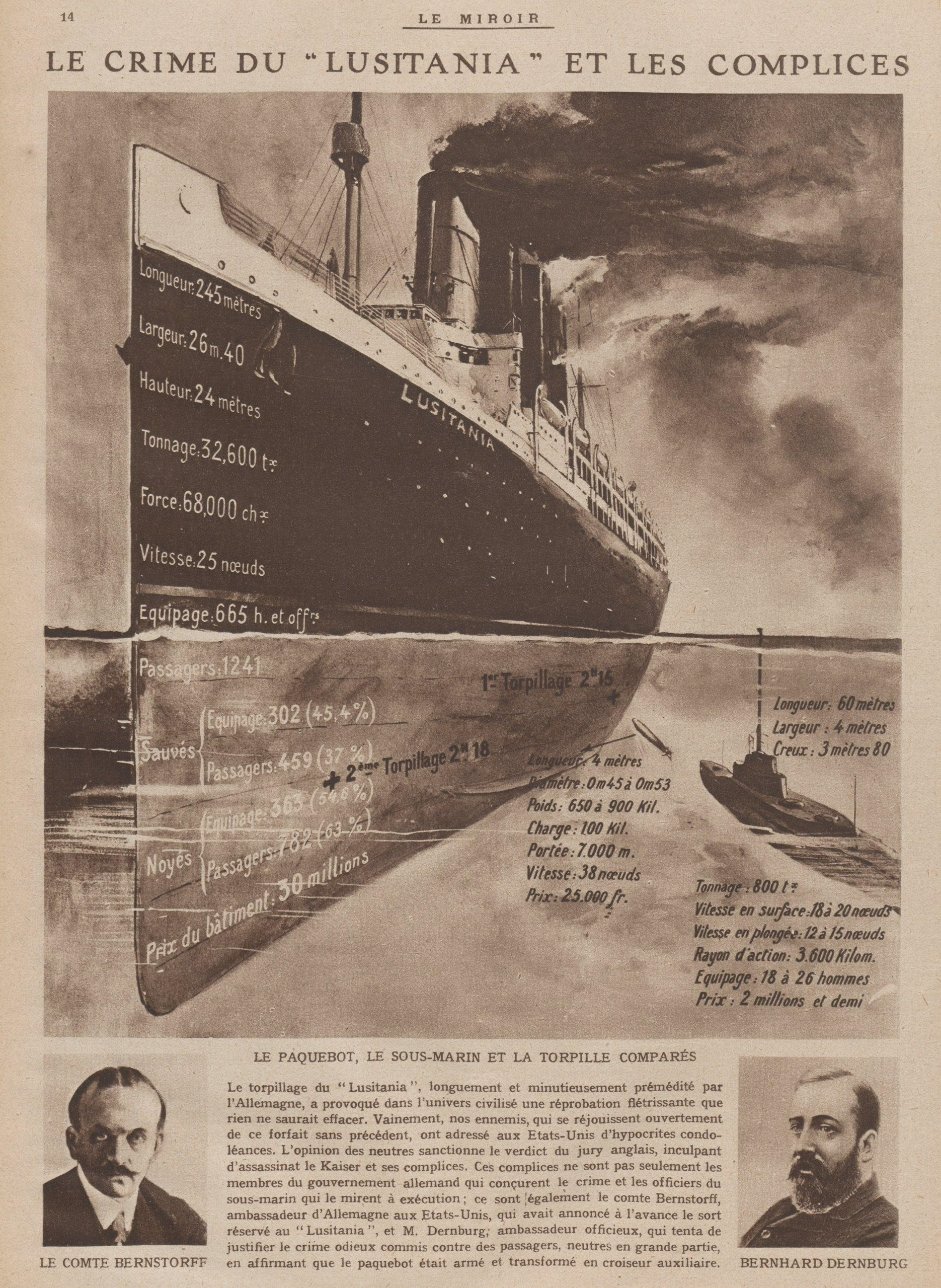
Le torpillage du paquebot Lusitania en 1915 par un sous-marin allemand.

- 4 novembre 1914 : le Karlsruhe, croiseur léger de la Kaiserliche Marine, coule durant son transit vers la Barbade, suivant une explosion accidentelle. 140 rescapés sont repêchés par des vapeurs allemands (sur 373 membres d'équipage). Le Karlsruhe harcelait les navires de la zone (plus de 72 500 tonnes coulées ou capturées). Le 6 août précédent, le Bristol, croiseur britannique, avait ouvert le feu sur le Karlsruhe, devenant le premier navire britannique du conflit à attaquer un navire ennemi.
- 18 mars 1915 : le cuirassé français Bouvet est coulé aux Dardanelles par une mine, occasionnant 648 disparus et 75 rescapés.
- 27 avril 1915 : le croiseur cuirassé français Léon Gambetta est coulé par un sous-marin allemand à l'entrée du canal d'Otrante occasionnant 684 disparus et 137 rescapés.
- 7 mai 1915 : le paquebot britannique Lusitania est coulé par un sous-marin allemand, faisant 1 198 morts. Les passagers du navire étaient des civils. Par son retentissement aux États-Unis, ce naufrage explique l'entrée en guerre, deux ans plus tard, de ce pays.
- 9 novembre 1915 : le cargo Californian est pris pour cible par un sous-marin allemand et coule, faisant deux victimes.
- 26 février 1916 : le paquebot français La Provence II est coulé par le sous-marin allemand U-35, au cap Matapan ; 930 morts.
- 31 mai et 1er juin 1916, bataille du Jutland : 6 784 morts britanniques et 3 039 morts allemands. Quatorze bâtiments britanniques et onze bâtiments allemands ont été perdus. Au total, 175 600 tonnes ont été coulées.
- 21 novembre 1916 : le paquebot britannique Britannic heurte une mine en mer Égée et coule en 55 min, faisant 33 morts.
- 26 novembre 1916 : le Suffren, cuirassé français est torpillé par le sous-marin allemand U-52. Il coule en quelques secondes avec ses 648 membres d'équipage au large de Lisbonne.
- 6 avril 1917 : le paquebot américain Vigilentia est torpillé
- 16 avril 1917 à midi : torpillage du Sontay, paquebot mixte de la compagnie des Messageries maritimes par le sous-marin U-33. En provenance de Thessalonique et après avoir fait escale à Milos, il faisait route vers Marseille, escorté par les canonnières Moqueuse et Capricieuse.
- 6 septembre 1917 vers 13 h 30 : torpillage de l'Elisabethville, paquebot mixte de la compagnie belge du Congo par le sous-marin UC-71 à 12 milles au sud de Belle-Île-en-Mer. En provenance de Matadi en direction de Falmouth, puis Anvers. Au total, 14 victimes, le reste de l'équipage et des passagers seront secourus par un patrouilleur. Il transportait 30 tonnes d'ivoire et 12 kilogrammes de diamants[107].
- 1er février 1918 : torpillage de La Dives, paquebot de la Compagnie Générale Transatlantique, par le sous-marin UB-52 en Méditerranée.
- 17 juillet 1918 : le Carpathia est coulé (en 2 h 30) par un sous-marin allemand. Cinq mécaniciens sont tués et seront les seules victimes. Les 11 embarcations mises à l'eau sont vite secourues. Il y a eu 215 survivants dont 57 passagers.

#### Seconde Guerre mondiale
- 9 avril 1940 : le Karlsruhe, croiseur léger allemand, est coulé par une torpille du sous-marin britannique HMS Truant à 19 h 58, lors d’une attaque contre la ville de Kristiansand en Norvège.
- 30 mai 1940 : La Bourrasque saute sur une mine[108] Opération Dynamo - 800 personnes sauvées[72].
- 31 mai 1940 : le torpilleur Siroco est coulé par les S-boot S23 et S26[109] Opération Dynamo - 270 personnes sauvées[72].
- 8 juin 1940 : le porte-avions HMS Glorious est coulé avec ses deux escorteurs, l’Ardent et l’Acasta, par les croiseurs de bataille allemands Scharnhorst et le Gneisenau, faisant près de 1 500 morts.
- 17 juin 1940 : le paquebot britannique Lancastria coule, bombardé par l'aviation allemande au large de Saint-Nazaire, causant plus de 4 000 morts.
- 3 juillet 1940 : l'escadre britannique de l'Amiral Sommerville tire sur une escadre française au mouillage à Mers el-Kébir. Le cuirassé français Bretagne est coulé. Le cuirassé Provence, le croiseur de bataille Dunkerque et le contre-torpilleur Mogador sont mis hors de combat. 1 297 marins français sont tués.
- 24 juillet 1940 : torpillage du Meknès (ancien Puerto Rico). Ancien paquebot de la Compagnie générale transatlantique. Réquisitionné, il appareille de Southampton pour Toulon avec 1 300 soldats et marins à bord. Vers 23 h, au large de Portland, il est attaqué par une vedette allemande S-27. 420 hommes périrent en mer[110]. Les corps ont été retrouvés sur les plages autour de Dieppe. Une stèle à la mémoire des disparus a été placée sur la plage des communes de Berneval-le-Grand et Saint-Martin-en-Campagne, inaugurée le jour du 70e anniversaire du naufrage[111].
- 16 août 1940 : arraisonnement et destruction du Notou transportant du charbon pour la SLN entre l'Australie et la Nouvelle-Calédonie par l’Orion, un croiseur auxiliaire allemand croisant au large de Nouméa.
- 1er septembre 1940 : le chalutier Sancte Michael, (Lorient no 4228) coule à 20 milles SSW de Penmach par suite d'une mine, prise dans le chalut, qui a explosé lors de sa remontée, provoquant 2 morts et 4 disparus. Plusieurs survivants dont le patron sont secourus par le chalutier Madeleine.
- 24 mai 1941 : le HMS Hood engagé lors de la bataille du détroit de Danemark contre le cuirassé allemand Bismarck, explose et coule, causant la mort de la quasi-totalité de ses 1 400 marins. Il n'y aura que 3 survivants.
- 27 mai 1941 : le cuirassé allemand Bismarck, est mis hors de combat par les cuirassés HMS King George V et HMS Rodney. Il est achevé à la torpille par le croiseur lourd HMS Dorsetshire. 2 000 marins trouvent la mort. Il y aura moins de 125 survivants repêchés.
- 9 janvier 1942 : le paquebot Lamoricière coule au large des Baléares dans une forte tempête, en portant secours au cargo Jumièges qui a disparu lui aussi. Sur les 400 personnes environ à bord du Lamoricière, il y a seulement 89 (ou 93) survivants[112],[113].
- 19 février 1942 : le croiseur sous-marin français le Surcouf disparaît corps et biens avec 130 hommes à son bord, au nord du canal de Panama. L’enquête conclut à un naufrage après une collision accidentelle avec le cargo américain Thomson Lykes. Une seconde enquête, menée par une commission française, conclut à la méprise d'un hydravion américain qui aurait bombardé le Surcouf, le prenant pour un sous-marin allemand ou japonais.
- 24 février 1942 : le paquebot Struma, battant pavillon panaméen, appartenant à la compagnie grecque Singro, quitte le port roumain de Constanța pour Istanbul le 12 décembre 1941. Les autorités turques, après soixante-trois jours d’une terrible attente, refusent de laisser débarquer ses passagers juifs ayant fui le nazisme. Le Struma en panne sera refoulé et remorqué en haute mer par la marine turque. Il y sera torpillé en mer Noire le lendemain par le sous-marin soviétique SC 213. Les 768 passagers et membres d'équipage du Struma y trouveront la mort.
- 5 juin 1942 : pendant la bataille de Midway, la marine japonaise perd 4 porte-avions (Akagi, Kaga, Sōryū et Hiryū) et un croiseur lourd (Mikuma). Cette défaite donna un coup d'arrêt définitif à l'expansion nippone dans le Pacifique.
- 1er juillet 1942 : le cargo mixte japonais Montevideo Maru est coulé par le sous-marin américain USS Sturgeon. Il transportait environ 1 060 personnes de 14 nationalités, dont 979 prisonniers australiens capturés pendant la bataille de Rabaul, en Nouvelle-Guinée (dont 850 militaires environ). L'équipage du USS Sturgeon ignorait que le Montevideo Maru convoyait des prisonniers de guerre alliés vers l'île chinoise de Hainan (occupée par l'armée japonaise), C'est l'une des plus grandes tragédies maritimes de l'histoire de l'Australie. L'épave du Montevideo Maru a été localisé le 18 avril 2023 par plus de 4 000 mètres de fond en mer de Chine méridionale, à 110 kilomètres au large de l'île philippine de Luzona[114].
- 12 septembre 1942 : à l'ouest de l'Afrique, à 130 milles de l'île de l'Ascension, le paquebot britannique RMS Laconia, deuxième du nom, avec environ 2 732 personnes, dont principalement 1800 prisonniers de guerre italiens, est torpillé et coulé par l'U-Boot 156, faisant 1658 victimes, malgré les efforts du capitaine de corvette Werner Hartenstein, commandant l'U-Boot, pour secourir les victimes. Un film est consacré à cet événement, Le Naufrage du Laconia.
- 14 octobre 1942 : dans la bataille du Saint-Laurent, le ferry-boat canadien SS Caribou (en) qui effectuait la liaison entre Sydney (Nouvelle-Écosse) et Channel-Port-aux-Basques (Terre-Neuve), fut coulé par le U-Boot allemand U-69. 137 passagers et membres de l'équipage trouvèrent la mort.
- 29 novembre 1942 : le cargo Argo, battant pavillon grec, parti le 5 novembre et faisant route de Buenos Aires vers Le Cap est coulé par le sous-marin italien Ammiraglio Cagni. 156 volontaires d’Amérique latine rejoignant les Forces françaises libres y trouvèrent la mort.
- 20 avril 1943 : le Sidi Bel Abbès transportant des troupes de tirailleurs sénégalais est torpillé au large d'Oran.
- 26 décembre 1943 : le croiseur de bataille allemand Scharnhorst est torpillé lors de la bataille du cap Nord, après avoir été mis hors de combat par le cuirassé HMS Duke of York. 1 900 marins perdent la vie.
- 29 juin 1944 : le Toyama Maru est torpillé par le sous-marin américain USS Sturgeon, causant la mort de 5 600 soldats de la 44e brigade.
- 22 août 1944 : le Tsushima Maru (en), japonais, fut coulé par le sous-marin américain USS Bowfin, entraînant la mort de 1 484 personnes, dont 767 enfants.
- 18 septembre 1944 : le cargo Jun'yō Maru, japonais, est coulé par un sous-marin britannique, le HMS Tradewind, causant la mort de 5 620 personnes, dont 2 300 prisonniers de guerre néerlandais, américains, britanniques et australiens.
- 25 octobre 1944 : le destroyer l'USS Samuel B. Roberts (dit "Sammy B") coule pendant la bataille de Samar après avoir été gravement touché par le cuirassé Yamato. Sur 224 hommes d'équipage, 89 sont morts et 120 ont été sauvé. L'épave se situe à 6 985 mètres de profondeur, elle est désormais l’épave la plus profonde jamais découverte[115].
- 12 novembre 1944 : le cuirassé allemand Tirpitz chavire après avoir été touché par des bombes perforantes de 6 tonnes larguées par les bombardiers du Royal Air Force Bomber Command. Près de 1 000 marins trouvent la mort.
- 29 novembre 1944 : le porte-avions Shinano de la marine impériale japonaise est coulé par le sous-marin américain USS Archerfish. C'est à ce jour le plus grand bâtiment de guerre à avoir été coulé par un sous-marin.
- 24 décembre 1944 : le Léopoldville est coulé au large de Cherbourg, causant la mort de plus de 1 000 soldats.
- 30 janvier 1945 : le paquebot allemand Wilhelm Gustloff, torpillé en mer Baltique par le sous-marin soviétique S-13, coule avec plus de 10 000 passagers. Le nombre de victimes est estimé entre 5 400 et 9 300. Il s'agit peut-être de la plus grande catastrophe maritime de tous les temps.
- 10 février 1945 : le paquebot allemand General von Steuben est torpillé par le même sous-marin soviétique qui a coulé le Wilhelm Gustloff, causant la mort de 3 000 personnes.
- 7 avril 1945 : le cuirassé japonais Yamato, alors le plus grand cuirassé du monde, partit au combat comme les kamikazes, sans intention de retour. Il fut coulé au large de Kagoshima par l'aviation américaine, entraînant la mort de plus de 3 000 marins.
- 16 avril 1945 : le cargo allemand Goya est coulé par le sous-marin soviétique L-3, faisant au moins 6 100 morts.
- 3 mai 1945 : les paquebots allemands Cap Arcona et Deutschland IV et le cargo allemand Thielbek sont bombardés par l'aviation britannique, faisant environ 8 000 morts, dont environ 7 500 déportés.
- 30 juillet 1945 : le croiseur lourd américain USS Indianapolis est coulé par le sous-marin japonais I-58. Des 1 197 membres d'équipage, seuls 317 survivront. Cette catastrophe est considérée comme le naufrage le plus meurtrier de l'histoire maritime militaire américaine.
- 22 août 1945 : le navire de transport japonais Ukishima Maru transportant à son bord environ 4 000 Coréens en cours de rapatriement coule, dynamité par les Japonais, causant la mort de 550 personnes.

### XXIè siècle
- 14 avril 2022 : le croiseur amiral russe Moskva coule. Selon les autorités russes, il s’agit d’un accident : un incendie aurait fait exploser les réserves de munitions ; 510 hommes d’équipages ont été évacués du bateau, 1 homme est mort et 27 sont portés disparus. Selon les Ukrainiens, le croiseur aurait été coulé par un tir de 2 missiles de croisière R-360 Neptune.